# 驚爆危機
《驚爆危機》（日语：フルメタル・パニック!，簡稱或），又译《全金屬狂潮》，是日本作家賀東招二於1998年開始創作的輕小說，插畫是四季童子，是富士見Fantasia文庫出版的人氣系列，长篇最终卷已于2010年7、8月分上下卷出版。

## 作品概要
小說發行之後曾多次漫畫化和四度改編成動畫（GONZO→京都動畫→XEBEC），亦在電子遊戲《超級機器人大戰系列》中登場。
2008年，《驚爆危機》獲得這本輕小說真厲害！大獎長篇小說部門第一名。至2015年10月24日為止，系列銷售量已經超過1100萬部，
2011年，由賀東招二擔任原案和監修，大黑尚人擔任作者的正式外傳《驚爆危機ANOTHER》正式出版。
2024年1月，以主線故事高潮後約20年為背景的後續故事《驚爆危機FAMILY》於富士見Fantasia文庫出版，著者及插圖續由賀東招二及四季童子負責。

## 故事簡介
1998年，本應在90年代初結束的冷戰因為種種原因而沒有結束，這是一個鐵幕依然存在的時代，美蘇兩個超級大國仍然在明爭暗斗，世界依然被鐵幕分成東西兩大陣營，大國間雖然沒有進行大規模的軍事行動，但是各個小國間的戰爭和衝突依然不斷發生，而各國的情報人員也進行著殘酷的間諜戰，而原本應被裝甲車和戰鬥直升機支配的戰場因強襲機兵“Arm Slave”的出現而發生很大的變化。
幼年遭遇飛機事故，因而在阿富汗長大的男主角「相良宗介」中士是神秘的國際組織米斯里魯特殊部隊成員，專門在世界各地即將發生戰爭或武裝衝突的地區執行組織下達的秘密任務，對抗恐怖份子，緩救人質，化解各式各樣危機。
而宗介最新的任務要盡快前往日本，任務內容為偽裝成高中生潛入都立陣代高校，去保護一位16歲的女高中生「千鳥要」。這位少女似乎和普通的女高中生沒有什麼兩樣，但不知什麼原因卻成為各國間諜秘密爭奪的目標。為了保護千鳥，宗介駕駛著80年代末才在戰場中出現的新式兵器--強襲機兵“Arm Slave”與其他神秘組織對峙。
故事主要分成軍事篇和校園篇，軍事篇是主線的故事，以相良宗介和米斯里魯的伙伴們在世界各地為了世界和平而秘密行動的故事。校園篇相良宗介和千鳥要的校園故事，內容以短篇為主，主要是戰鬥專家兼生活白痴相良宗介在校園所做出的各種沒常識行為而弄出來的搞笑事件。另外還有Side Arms，以軍事篇的人物為主角的短篇集。
小說1-16集以軍事篇和校園篇間隔推出的方式出版，第17集「燃燒的One man force」結尾主角離開了學校，一直到第22集主線完了才再次出短線篇。

## 登場人物

### 主角
- 相良宗介（配音員：關智一 / CD：森久保祥太郎）

階級：中士（軍曹）
代號：野牛7號（Uruz7）
識別號碼：B-3128
人種：日本人（不具日本國籍）
生日：7月7日
身高：約175cm（動畫版：174cm）
體重：66kg（動畫版）
血型：A
左頰的十字傷疤為外貌特徵。
隸屬於秘密軍事組織「米斯里魯」（Mithril）作戰部西太平洋戰隊。
愛用的手槍是Glock19（動畫版是Glock26）。
因年少時長期身處阿富汗而信奉伊斯蘭教，但不屬於嚴守穆斯林戒條的信徒，曾在故事中多次吃豬肉；整體而言，宗教意識薄弱，例如對聖誕節的見解僅為「敵人防備減弱的時期」。
自幼年起的軍事教育導致性格呆板。
幼年遭遇空難，是事件中的唯一倖存者，由當時正進行任務中的卡力林救出。名字來自空難當時他身著衣物上標記的日文字，但仍留下疑團（卡力林並未能在事故的死者名單中找到相良的名字；短篇《極北之聲》中提到衣服上的名字為「さがら そうすけ」，小說《永遠的、STAND BY ME》中提到在未有黑科技的平行世界中名為「相樂宗介」，因為「さがら」在日語中可同時寫作漢字「相良」或是「相樂」，據此判斷卡力林以「相良」來尋找失事名單是找不到的）。孩童時代在蘇聯KGB的特殊機構「刀」中被訓練為暗殺者，在蘇聯第二次入侵阿富汗時，被派往暗殺阿富汗的游擊隊領袖「巴達赫尚之虎」馬吉德將軍，但行動失敗被俘。後來獲得馬吉德收留並賜名「卡西姆」（Kashim），加入阿富汗的游擊隊對抗蘇軍。在遊擊隊的同伴教導下學懂偵察及軍事技能，並透過修復的蘇軍AS學會AS駕駛技術。之後再遇上卡力林，並由他身上學會在戰場中的生存技巧。
在阿富汗與蘇聯的戰爭結束後，出入世界各地的戰場成為強悍的傭兵，後加入「米斯里魯」成為「特別對應班」成員。
其後奉命前往東京進入都立陣代高中2年4班執行護衛千鳥的任務，由於自小就以少年兵的身分在戰場活躍，因此嚴重缺乏和平日本的常識，而只根據其軍事知識應對導致在校內不斷發生混亂，常以濫用誇張的軍武引起騷動，甚至被人起了「戰爭狂人」的綽號。與日本文化脫節故古文及日本史令其難於應付。相反，由於出入世界各地的戰場作戰的關係而對日文、英文、俄文、波斯文、乌尔都文都能用以溝通（但並非所有語言皆能讀與寫的程度）。他被學生會會長林水敦信任命為「安全保障問題顧問・學生會長副官」這奇怪職位。
視卡力林為父親般的存在，在得知卡力林加入「阿瑪爾干」並恊助雷納德後感到十分迷惘。
在《永不停息的On My Own》中被雷納德·泰斯塔羅莎擊敗，千鳥要被帶走。
事後第5天，回到被自己和雷納德對戰時破壞的陣高，並對二年四班講解自己的身份和任務、小要被巨大組織所狙擊、陣高中兩次畢業旅行中遭遇危機的理由、認真的敵方綁走小要、恭子在那場戰鬥中負傷等事情，並承諾一定會帶小要回來。
宗介離開東京後，為了得到「阿瑪爾干」的情報，獨自前往東南亞小鎮南桑，並成為了AS格鬥大會中弱小隊伍「石弓」的操縱士（「石弓」的領袖娜美是耳語者）。後來在得到「阿瑪爾干」的情報後，在競技場中與克拉馬駁火時，中了餵了毒的子彈後失去意識，然後被米歇尔·雷蒙救起。
宗介被雷蒙救起後，被送到名為「DGSE」的法國諜報機關在希瓦歐阿島的一座古老教會養傷，因為嚴重的鎗傷失去了部份肝臟和腎臟。在宗介昏迷了一個半月，總算醒來後不久，雷納德的手下便派人前往抹殺宗介。在逃過一劫後，宗介和雷蒙一起拜會約翰·喬治·柯特尼（見《老兵們的賦格曲》），讓宗介在他所提供的訓練營中透過實戰進行復健。及後乘上了從羅伊·希爾茲上校處騙來的M6A3 Dark Bushnell，前往雷納德位於尼可羅的宅邸希望救出小要，並在途中重遇毛和克魯茲。在宅邸乘上了幽靈特意帶來的ARX-8烈焰魔劍後，一口氣就解決了三台柯達爾型和三台Behemoth。最後和千鳥要訂下「不惜任何代價都要帶她回到身邊」的諾言。
但是，在小說《迫近的Nick of time》之中，千鳥要被蘇菲亞附身之後，在既視感的幻覺下，千鳥開槍攻擊宗介跟泰莎之後離開，這樣的舉動讓宗介疑惑不已。最後宗介只好使用安裝在ARX-8 烈焰魔劍上的λ-Driver消除裝置“妖精之羽”以協助逃出“揚斯克11”。
在最终回的长篇小说《永远地、Stand By Me》中，驾驶全装备的ARX-8单机突入美利达岛，击溃Behemoth（怪兽）三台，柯達爾型（地狱君王）数台，和雷纳德的钢铁堕天使对峙。最终利用AL自动驾驶的ARX-8为诱饵，成功用一枚火箭弹击溃雷纳德的钢铁堕天使，但也造成自机驾驶仓严重受损。由于和卡力林的最后决战耽误了撤退，在之后的核爆中，由AL启动λ-Driver，保护自己没有受到核爆的影响成功获救。最终在阵代高中的毕业典礼后和小要再会，并履行约定在众人的见证下接吻。
值得注意的是，小說《燃燒的One Man Force》有一段話有確實提到，宗介本身的愛情觀較接近伊斯蘭文化的婚姻體制，因此並未有關於對人一心一意的道德概念，不管是千鳥、泰莎、娜美，他對她們都有一份情在，只是被他擺在第一順位考慮的是千鳥。
續篇小說《驚爆危機！Family》中已經與千鳥要結婚，二人之間育有兒子安斗和女兒夏美。
- 千鳥要（配音員：雪野五月 / CD：冰上恭子）

出身：日本
生日：12月24日
身高：165cm（動畫版：166cm）
體重：49kg（動畫版：50kg）
三圍：B88cm·W59cm·H87cm（動畫版）
血型：B
原著小說中的設定為黑髮，與動畫版有所差異。
在都立陣代高中的高中2年生，同時是陣代高中學生會副會長。讀賣巨人隊和James Brown的愛好者，喜歡喝Dr Pepper。容貌和身材皆不錯，但由於激烈的性格，有「陣代最不想成為戀人的No.1偶像」的稱號。
而她其實是被稱呼為「Whispered」（傾聽者）的人，亦被蘇聯的研究機構及神秘组织「阿瑪爾干」注意，不過亦由於她有這個能力，令其逃出困境。後來證實她不仅是「Whispered」（傾聽者），而且是「Whispering」（傾訴者）。
愛用武器為摺扇，也會使用一定程度的摔角招式，身為SRT的宗介經常因為濫用軍武捅出簍子被她毆打，只要攻擊對象是宗介的話，就會有戰力突然無故上升的奇怪現象。擁有能擾亂傭兵或諜報員一類專家步伐的天份。
父親是联合国的高級官員，與千鳥的妹妹一起在紐約。母親因癌症死去。
米斯里魯内部代号「天使」（Angel），「阿瑪爾干」的代号則是「約伯」。
在《永不停息的On My Own》中與宗介牽手回家後看見雷納德·泰斯塔羅莎，因拒絕跟雷納德走而收到阿瑪爾干對米斯里魯的總攻擊的警告，開始想捨棄現有的生活。
翌日陣代高中受襲，常盤恭子身受重傷，宗介被雷納德·泰斯塔羅莎擊敗，之後為了阻止雷納德對失去AS的宗介下殺手而答應與雷納德一起離開。
在阵代高中的学籍由于是涉案人物而被作为无限期休学处理了。
在《燃燒的One man force》一開始是囚禁於尼可羅的宅邸裡。
在《集結的Make my day》被帶離宅邸時，她手握的一把銀色左輪手槍因為走火擊中雷納德·泰斯塔羅莎。可是相良 宗介想把她救出時，她卻被直升機帶走了；與相良宗介雖無見面，但兩人藉由通訊器相互告白，她在離開宅邸前留下了容易理解的λ-Driver消除裝置“妖精之羽”的基本理論。
在《迫近的Nick of time》時，她被已死的實驗體蘇菲亞的精神所佔據了，失去了「作為千鳥要時期的人格和記憶」，離奇產生「宗介和泰莎已被自己親手用手槍擊斃了」的幻覺並深知不疑，不過清楚知道內情的雷納德沒有將此真相告訴她。以「糾正世界的歷史」為目的，但到底如何實行以及糾正至那一個時間點尚未說明。最後她跟雷納德一起乘坐運輸機，到達被阿瑪爾干所佔領的美麗達島。
在《永远地、Stand by me》中，被苏菲亚占领精神，在美利达岛建造TARTAROS，准备对世界进行修正。听到宗介的骂声后逐渐压倒苏菲亚的意识觉醒。预见到世界修正后的样子后拒绝修正世界，雷纳德的计划失败。之后被卡力林准备乘直升机带走，但未果，后被泰莎发现救出。在那之后两周以上时间内，处于原因不明的无意识状态。某天早晨突然恢复，出院，回到东京。在阵代高中的毕业典礼上和宗介再会，在数百人的见证下，履行承诺和宗介接吻。
另有譯名千鳥香奈∕千鳥可奈（源於常盤恭子對小要的暱稱）。
續篇小說《驚爆危機！Family》中已經與宗介結婚，改名為相良要。分別誕下了兒子安斗和女兒夏美。由於「Whispered」（傾聽者）的能力被各方勢力所覬覦，而與丈夫和兒女們過着四處逃亡的生活。
- 相良夏美（配音員：土屋李央）

生日：7月7日
續篇小說《驚爆危機！Family》出場。宗介和要的女兒、安斗的姐姐。是一名高中生。興趣是「讀書」和假裝大人，在裙底藏有父親給予的各式各樣的危險裝備。繼承了父親宗介高超的戰鬥能力和AS駕駛技術。與宗介是相良家的主要戰力。
- 相良安斗（配音員：結川麻希）

續篇小說《驚爆危機！Family》出場。宗介和要的兒子、夏美的弟弟。是一名小學生。個性沉默寡言，經常操作平板電腦。但經常因過於貼近螢幕而被罵。

### 米斯里魯（ミスリル、Mithril）

#### 創建者
- 馬羅林卿（配音員：大塚周夫）

〈米斯里魯〉实际的創建者及出資者之一，同時亦是現任阿瑪爾干的幹部Mr.Hg。爵位為伯爵。
祖父是阿瑪爾干的最初五名创立人之一，後來由馬羅林伯爵繼續了Mr.Hg的名號。
由於看到阿瑪爾干日漸為利益而腐化並不受控制，因此運用自先祖继承下來的巨大资产创建了〈米斯里魯〉和阿瑪爾干對抗。
在《永远地、Stand by me》中，被知曉了一切的儿子在愤怒中射杀身亡。
- 埃德蒙多·馬羅林

〈米斯里魯〉的創建者之一，馬羅林卿的长子。
〈米斯里魯〉成立之前，在英国海军特种部队任职将校。
在《永远地、Stand by me》中阿瑪爾干总攻击后独自潜伏调查阿瑪爾干的内应，发现是自己父亲后与其对峙，感觉到受到欺骗后，愤怒的将其父亲射杀。

#### 作戰本部
- 傑洛姆·波達（Jerome Borda，配音員：岸野一彦）

米斯里魯作戰部最高指揮者，階級為海軍上將（Admiral）。
原美國海軍將領，為泰莎父親的上司以及友人，由泰莎私下叫他「叔叔」可見他與泰斯塔羅莎家的關係密切。
在《永不停息的On My Own》阿瑪爾干對米斯里魯的總攻擊中，他與作戰本部一起被捲入轟炸中受到重伤，直到《永远的Stand by me》結尾才再次出現在泰莎面前。

#### 作戰部西太平洋戰隊Tuatha De Danann

##### 戰隊高層指揮官
- 泰蕾莎·泰斯塔羅莎（Teresa Testarossa，配音員：野上尤加奈 / CD：南央美）

階級：大佐（上校）
隸屬：米斯里魯作戰部西太平洋戰隊
代號：信使（Ansuz）
出身：美國東海岸
生日：12月24日
年齡：16歲
身高：158cm
體重：45kg
最喜歡的食物：紅豆湯
血型：A型
在米斯里魯作戰部西太平洋支隊Tuatha de Danann總司令，強襲揚陸潛艦「TDD-1 Tuatha De Danann」（以後以TDD-1記載）的艦長。軍階是大佐（上校）。愛稱「泰莎（Tessa）」。
五歲時就已經展現出「傾聽者」的能力，亦因此被情報機關留意而導致住宅受襲、雙親死去的事故。因為在「科威特事件」中使用的核彈運用了她所設計的ECS不可視模式技術，為了贖罪而加入米斯里魯，成為研究部門的成員。後來經過強烈要求而成為「TDD-1」的重建監督及艦長。
對宗介有好感，曾利用休假在陣代高中短期留學與他來往。
與千鳥同樣是Whispered，TDD-1的設計是由於她和她的同事巴尼·摩拉塔（バニ・モラウタ）（作品中已經逝世）。
極度的運動白痴（只擅長游泳），經常撞到牆或跌倒。
而他的哥哥雷納德·泰斯塔羅莎，是與米斯里魯敵對的組織「阿瑪爾干」的成員。
由於身為TDD-1的設計者是最了解該艦性能的人，因此在沒有實戰功績的情形下破例升為上校擔任艦長，一開始也遭到過質疑，但在經歷過幾次實戰之後以其實力贏得了下屬們的信任。指揮作戰時相當的冷靜成熟，被譽為公主或是米斯里魯的女神。
其實私底下卻也是才16歲期待著戀愛和幻想的少女，天性善良，責任感和榮譽心極強。和下屬梅麗莎·毛是密友（但亦有被梅麗莎挑戰AS駕駛技術及把其最愛的飲品換成酒精類，從而醉倒TDD-1艦橋的情節），在梅麗莎的口述下，開始對同年齡的宗介產生好奇心和好感。和千鳥要正式第一次見面時即公佈了情敵宣言（三角關係），在戀愛上是一位主動派的少女。儘管如此，在現實生活中她和千鳥是很要好的朋友。
從《集結的Make my day》開始為了為其戰死的朋友和下屬復仇，開始不斷尋找任何可能消滅阿瑪爾干的方法。
值得特別一提的是在原先驚爆危機最早期的企劃中，女主角是千鳥，而泰莎要則是屬於暫時出場後隨著每回合故事段落而更換其他人的第二角色。
雖然身為第二女主角，但人氣隨著故事的進行逐漸後來居上，甚至在動畫版THE SECOND RAID結束後推出了專屬於泰莎艦長的OVA特別版OVA （台譯：戰隊長蠻閒的一天）甚至當時該網站公開宣稱（驚爆危機系列中女性角色以人氣不動第一名號稱的泰蕾莎·泰斯塔羅莎）。
續篇小說《驚爆危機！Family》中交代偶而與宗介的兒子安斗聯絡。
- 安德魯·賽格維奇·卡力林（Andrei Sergeivich Kalinin，配音員：大塚明夫）

階級：少校
隸屬：米斯里魯作戰部西太平洋戰隊
代號：Perth-1
出身：俄國
生日：12月2日
年齡：41歲
身高：190cm
體重：90kg
血型：O型
現任米斯里魯西太平洋戰隊陸戰隊特別應對班（SRT）指揮官。
出身於蘇聯陸軍特種部隊，通曉西方多國語言及日語，經常性參與各種特殊任務。在一次特殊任務中，救出作為空難生還者、幼時的宗介，並交由KGB的機構照顧。
在蘇聯第二次入侵阿富汗時，擔任蘇聯特種部隊〈Spetsnaz〉隊長，並指揮部隊跟遊擊隊領袖馬吉德將軍的部隊交手。在一次戰鬥中跟當時身在阿富汗游擊隊的宗介再次見面並俘虜他。後來，因KGB的陰謀及眾多事故令卡力林對國家感到絕望，遂帶同宗介加入馬吉德的游擊隊。當時KGB雇來九龍暗殺卡力林，但被卡力林和宗介兩人聯手擊敗，直到現在蘇聯的黑名單上依然可找到卡力林的名字。
在阿富汗中教懂宗介生存技巧，在戰爭結束後和宗介兩人輾轉到過不少戰區，然後又被迫分開。數年前加入米斯里魯，後來因宗介同樣加入米斯里魯而重遇可說是完全的偶然。
兩人有著類似親子關係的連繫。宗介曾說「連我也贏不了的高手」。
在《永不停息的On My Own》中，阿瑪爾干對米斯里魯進行全面性攻擊時，卡力林最後留守在西太平洋戰隊本據地美麗達島的基地內，阻止敵兵入侵，讓泰莎等人成功脫逃，之後完全失去聯絡。
在《集結的Make my day》中再次出現時，已經成為阿瑪爾干的成員，代號Mr.K，為雷納德·泰斯塔羅莎之副手，指揮部隊進行作戰，並協助雷納德在宗介等人及阿瑪爾干高級幹部策劃的攻擊中，由墨西哥南岸的據點逃脫，並肅清組織中反對雷納德的人。
在《迫近的Nick of time》中，交代了其幫助雷納德之原因是看到雷納德準確的預測了太陽風的出現，並借此引起的混亂而對米斯里魯進行總攻擊，而相信他所說的改變世界的可能性，同時也已對卡力林之前留下物資等行為做出解釋。
在《永远地、Stand By Me》中未能成功乘直升機帶走千鳥要，並且在嚴重受傷的情況下與宗介主行最後決戰，最終在告知宗介他真正的本質後，失血過多死亡。
動畫將其描述為身不由己的顧家好男人，但其妻子已逝世。為紀念亡妻，閒時一直努力研究其妻生前常為他煮的罗宋汤，結果此湯完全不受其他人的歡迎（根據小說描述，宗介總是巧妙的找藉口避開此湯，而泰莎品嘗之後也完完全全了解了宗介避開的原因）。
- 理查·亨利·馬德加斯（配音員：西村知道 / CD：大塚明夫）

階級：中校
隸屬：米斯里魯作戰部西太平洋戰隊
出身：英國
TDD-1副艦長。
出身英國皇家海軍潛艇部，官至艦長。喜好益智精謎。講道理時顯得喋喋不休。
在福克蘭群島戰事中立功，戰後升任艦長，多次出任秘密任務，被美國海軍敬稱「公爵」。
在一次追蹤蘇聯新型潛艇的任務中，救出當時受困的泰莎的父親卡爾的艦艇，因而認識泰莎一家，被海軍左遷後加入初成立的米斯里魯，和泰莎再遇。
暱稱是迪克（Dick，理查之簡稱），但由於Dick一詞在英語俗語中有著別的含意，本人並不喜歡。
擁有徵求高層軍官同意下解除艦長職權的權限。
被過去的部下評為「只會照本宣科的老古董」，但是其實很會活用戰術，料敵機先，在全神貫注指揮潛艦作戰時，會不自覺的將頭上的帽子反戴。在《舞動的Very Merry Christmas》中，代替泰莎指揮TDD-1指揮作戰，成功摧毀三艘「阿爾瑪干」的小型潛水艇。
白兵战表現同樣優秀。在《永远的Stand by me》中，曾像足球运动员一样把敌人丢过来的手榴弹踢起，再以打棒球似的手法把手榴弹擊打回去。

##### 特別對應班（SRT）
特別對應班，縮寫為SRT。SRT要員的代號皆為Uruz（俄文中的「野牛」）開頭。SRT要員的地位似乎是以代號來區別，野牛1號地位最高。
- 蓋爾·馬卡蘭（配音員：小川隆市）

階級：上尉
代號：野牛1號
出身自澳洲SAS的SRT陸戰指揮官，與克魯佐是戰友。
在TDD-1就航一週年的Bingo遊戲中勝出而贏得泰莎之吻，但其後在「動盪的Into the blue」九龍劫艦事件中遭到關射殺殉職。
座右銘為「活著的狗尤勝死了的獅子」 (「生ける狗は、死せる獅子に勝れり」)
- 貝爾法剛·克魯佐（Belfangan Clouseau (Ben)，配音員：小山力也）

階級：中尉
代號：野牛1號（接任殉職的馬卡蘭）
原屬米斯里魯地中海戰隊。
出身自加拿大SAS的高個子黑人男子，會使用中國武術，SRT中少數的伊斯兰教徒。
興趣是看动画，相當自負。
與毛和馬卡蘭是舊戰友，在西西里因任務與宗介、毛和克魯茲等人有所接觸。
美麗達島事件之后，晉升上尉，接替卡力林指揮SRT小組。
- 戴娜·阿瑪沙特

階級：中尉
代號：野牛2號
在故事《交戰，6號，7號》中登場，因為AS空降訓練意外事故而受了重傷，被調往情報部。空缺的位置由當時的野牛6號梅麗莎·毛補上。
- 梅麗莎·毛（Melissa·Mao，配音員：根谷美智子）

階級：上士
代號：野牛2號
識別號碼：B-3055
出身：美國紐約州紐約市
生日：5月11日
年齡：25歲
身高：165cm
體重：51kg
血型：B
愛吃的東西：香菸、啤酒、螃蟹
特別才藝：鍵盤演奏
美籍華裔女軍人，SRT三人小組成員（另兩人為威巴和宗介），并且是二人的上級，同時為SRT第二號人物。
持有工程系碩士學位，據悉亦曾參與M9的開發工作。
原美國海軍陸戰隊成員，父親曾經是空軍轟炸機駕駛，因為父親多次為其安排盲婚啞嫁，父女關係猶如水火。結果就在婚禮當天披著婚紗跑到海軍徵兵所志願入營但被櫃檯婉拒(因為身穿白紗希望她不要衝動)但毛告知父親是空軍之後在場所有人都歡迎她的加入，因事件而被不名譽退隊，退伍後曾經在香港住過一段時間。
在《舞動的Very Merry Christmas》故事開始時，晉升為少尉。美麗達島事件之后，協助克魯佐管理SRT部隊。
在《Another》中已退出米斯里魯，與克魯茲先後結婚、離婚三次，育有一女克拉拉。
 名稱中的「毛」（マオ）在中文有「貓」之意。
- 凱斯洛（Castello，配音員：伊藤和晃）

代號：野牛3號
從姓名來看似乎有義大利的血統。
擔任PRT的指揮官，身為部隊中較年長的的他在蓋爾‧馬卡蘭殉職後就挑起「老爹」的角色，除了毛和克魯茲之外，他是最早就看出宗介自從執行千鳥要護衛任務（護衛天使）以來，給人的感覺就開始轉變。
美麗達島事件中，因為掩護棄機逃生的毛，而擔當牽制Behemoth的火力的角色，最終在近距離被30mm彈擊破機體，殉職。
- 哈馬

代號：野牛4號
擔任直昇機部隊的指揮官。
美麗達島事件中，故事中未有明言其下落，但估計已經殉職。
- 羅傑·桑達拉普達（Roger Sandraptor，配音員：木村雅史）

代號：野牛5號
階級：中士
加入米斯里魯之前任職於美國陸軍，雖然戰技高超，可是個性冷漠，並不適合擔任指揮官。宗介放棄任務時他也只是淡淡的說「老鷹至死仍是老鷹」，一點驚訝的表情都沒有。不過，這很像有印地安人血統的他會說出的比喻。
美麗達島事件中，遭受Behemoth的反擊導致機體大破，重傷。
後來經過長時間休養後回復，並隨其他人參加了對核導彈基地的壓制作戰。
- 克魯茲·威巴（Kurz Weber，配音員：三木真一郎）

階級：中士
代號：野牛6號
識別編號：B-3127
出身：德國
生日：4月1日
年齡：19歲
身高：180cm
體重：70kg
血型：AB型
喜歡的東西：女孩子
特別才藝：狙擊、藍調吉他
SRT三人小組成員（另兩人為毛和宗介），曾經的夢想是當鋼琴演奏家。
槍法了得，不管是本人使用狙擊步槍或駕駛AS使用狙擊步槍都一樣，但格鬥技術卻被梅莉莎評為「連街頭小混混也不如」。
雖然是德國人，但因父親工作關係而在日本長大，熱愛日本文化。家人在一次恐怖炸彈襲擊下全部喪生，之後為了報仇成為「日本赤軍」的一員，而後前往戰亂中的黎巴嫩成為傭兵，並遇上威爾海姆·賈斯伯，由他身上學會狙擊手的各種知識和技巧。後來，在對復仇對象進行狙擊時，由於克魯茲猶豫狙擊會傷及目標身後的女孩，而賈斯伯代替他開槍，殺死目標及重傷了女孩，令她必須長期住院，對賈斯伯的作風感到無法認同的克魯茲自此與恩師分道揚鑣，而克魯茲亦開始一直負責該女孩的住院及醫療費用，而繼續當傭兵。
克魯茲曾和宗介在互不認識的時候，以AS進行戰鬥至不分勝負，並各自認同對方的能力（儘管兩人都不知道當時對手的身分）。
後來經武器商人介紹前往「米斯里魯」的訓練營，認識毛和宗介，在「堅革團」事件過後，和宗介一同被挑選加入「米斯里魯」的SRT。
美麗達島事件之后，晉升上士，接替毛之前的小隊隊長的職責。
在蘇聯城市「揚斯克11」的事件中，和成為阿瑪爾干成員的師傅賈斯伯以AS進行狙擊手對戰，但被其打敗，機體全毀，本人亦重傷瀕死，在失去意識前，在宗介的協助下進行1,650公尺的狙擊，成功殺死離開駕駛艙的賈斯伯並失去意識。
被苏联GRU直属特种部队救出并治疗，並在《永远地、Stand by me》中驾驶狙击式样的Zy-98 Shadow 幻影狙击支援毛，並且击破一台〈地狱骑士〉。
在《Another》中已退出米斯里魯，與毛先後結婚、離婚三次，十分溺愛女兒克拉拉。
- 傑克·韋恩

階級：下士
代號：野牛7號
在故事《交戰，6號，7號》中登場，在AS空降訓練意外事故中受了輕傷，但因為「看見了神」，而付出違約金退隊，到佛羅里達州去當漁夫。其位置後來由相良補上。
- 相良 宗介（配音員：關智一）

本故事的主角之一，詳見上文。
- 史派克（Spec，配音員：飯島肇）

階級：下士
代號：野牛8號
年約20餘歲的美國人，出身於海軍特種部隊。興趣是炒股票。
雖然有相當幽默的一面，其實很會挖苦別人，不過他似乎有看人的眼光，即使接到宗介放棄任務的消息，他還是認為那不像宗介的為人而不願相信。
美麗達島事件中，因為替克魯茲創造攻擊機會，和Behemoth進行死鬥，最終機體被破壞，殉職。
- 楊 順吉（Yang Jun-Kyu，配音員：佐佐木望）

階級：下士
代號：野牛9號
識別編號：B-3120
SRT隊員，通常指揮偵查小隊或PRT的地面部隊，擁有優秀的車輛駕駛技術，常在故事中被當作駕駛兵使喚，他也是SRT當中唯一幾乎不會駕駛AS的人，後來跟毛學習駕駛AS。
楊順吉是出身韓國大邱的汽車修理廠的三男，由於家境貧窮只好放棄了當賽車手的夢想，雖然被徵兵入伍時並不情願，他卻展現出戰士的才能。在長官推薦下分發到空降部隊，參加極機密的「實戰」，結果因為各種原因輾轉加入米斯里魯。
從PRT升到SRT日子還不長，雖是一名優秀的戰士，卻獲得不適合加入SRT的評價。
在《永不停息的On My Own》中，在美麗達島的戰鬥中負傷，經過長時間休養後回復，並隨其他人參加了對核導彈基地的壓制作戰。
- 關 濱部（配音員：岩松廉）

階級：伍長
代號：野牛10號
越南陸軍出身，體型精瘦，一身棕褐色的皮膚，臉頰凹陷，看起來像不怎麼健康的人，事實上卻十分健壯。
專精叢林戰鬥，用刀的技巧相當優秀，對於東西方AS所搭載的槍炮也十分熟悉。
在《動盪的Into the Blue》故事開始前兩個月才由其他戰隊轉屬西太平洋戰隊。
在《動盪的Into the Blue》中被Mr.Zn策反，協助九龍劫艦。殺死了馬卡蘭，並追殺在艦中逃亡的小要。最後被毛用飛刀殺死，後被戰隊除名。
- 曼德拉

代號：野牛10號
在《永不停息的On My Own》中登場，只有名字及代號。
阿瑪爾干對米斯里魯進行全面性攻擊時並駕駛M9迎撃，和羅傑·桑達拉普達共同行動。
美麗達島事件中，和羅傑·桑達拉普達同時遭受Behemoth的攻擊，估計已經戰死。
- 喬·達尼剛（配音員：金子由之）

階級：中士
代號：野牛12號
出身於美國南部路易斯安那州，原本隸屬美國陸軍的空降部隊。年齡和毛差不多，但外表看上去則較為年長。體格雄偉，是個筋骨壯碩的男子，可以輕易舉起一百公斤的啞鈴。實戰經驗豐富，在軍隊服役期間曾參加無數危險任務，曾被授予好幾次紫心勳章和青銅星章。
在《動盪的Into the Blue》故事開始前兩個月才由南大西洋戰隊轉到西太平洋戰隊。因過去有一位超越朋友關係的友人「尼克」被中國人殺死，而憎恨東方人，特別是中國人，但本人並不懂分辨中國人和其他東方人種。
在《動盪的Into the Blue》中被Mr.Zn策反，協助九龍劫艦。殺死了看守九龍的梁，並追殺在艦中逃亡的小要。最後被宗介殺死，後被戰隊除名。

##### PRT（初期對應班）
- 梁小平（配音員：杉田智和）

階級：一等兵
艦內Bingo遊戲中僅敗於馬卡蘭，但事有湊巧，與馬卡蘭同在九龍劫艦事件中殉職。
- 吳（配音員：白鳥哲）

階級：一等兵
於TSR中登場，多數與楊順吉共同行動。
雖然是華人，但吳究竟是出身於中國，還是像梅麗莎般的ABC（在美國出生的中國人）則不明。
在《永遠的Stand By Me》中，隨其他人參加了對核導彈基地的壓制作戰，但在運輸機遇襲時受傷而沒有參戰，最後要躺在醫院的病床上休養。

##### 直昇機駕駛員
- 艾瑪・桑德斯（配音員：水落幸子）

階級：中尉
代號：禮物9號
原葡萄牙空军，女性，西太平洋戰隊的直昇機飛行員，多數執行運輸SRT要員投入作戰，或者是護送重要人物的任務。
在《-Side Arms-音程之哀，射程之遠》中的《某次作戰前的一幕》中，因為宗介跟克魯茲吵架而教訓身為長官的毛「指導無方」。
在《永不停息的On my own》中，前往東京迎接宗介與千鳥時，遭到飛彈射擊，桑德斯中尉與機員全體殉職。

##### TDD-1艦員
- 佩姬（配音員：鯨）

駐艦黑人女性軍醫，很像喜歡用重劑量藥品的樣子。
其權限也包含當艦長泰莎被其診斷為身體狀況不佳時，可以暫時停止艦長的所有權限。

##### 其它
- 幸·篠原（配音員：内田彩）

階級：軍曹
日本人，美麗達島通信士官，大學畢業後於航空自衛隊任職，數年後移藉秘銀。
美麗達島事件後與TDD-1各成員共同行動。

#### 作戰部印度洋戰隊
以下人物只在動畫版第一作第15-17話中登場，而且全部在戰鬥期間全滅。
- 布萊恩特（配音員：中田和宏）

階級：中尉
作戰部印度洋戰隊所屬。阿富汗派遣部隊的指揮官。
隊中第一個被九龍駕駛的柯達爾初期型擊倒。
- 格蕾絲·威斯曼（配音員：村井每早）

作戰部印度洋戰隊所屬。阿富汗派遣部隊的副官。
愛稱格蕾。曾經參加過東歐內戰抵抗運動。在隊中是性格最為溫和的類型。
在邀請宗介加入隊伍后被九龍以單分子切割刀貫穿駕駛艙而死。
- 安迪（配音員：高田裕司）

作戰部印度洋戰隊所屬。阿富汗派遣部隊成員。
標誌性的裝束是一頂牛仔帽。
- 傑克遜（配音員：宇垣秀成）

作戰部印度洋戰隊所屬。阿富汗派遣部隊成員。
滿頭辮子是他的特徵。雖然承認宗介的實力，但卻相當厭惡他，因而常常與宗介發生衝突。
座機被巴切斯特奪走后駕駛運載核彈頭的卡車突圍，但是仍然被九龍擊毀。
- 巴切斯特（配音員：北川勝博）

作戰部印度洋戰隊所屬。阿富汗派遣部隊成員。
在隊中最為年長。打撲克欠了傑克遜300美元。
座機被九龍擊毀后身負重傷。伏擊時搶走了傑克遜的座機并對九龍進行了自爆攻擊，但是沒有擊中九龍。

#### 作戰部地中海戰隊
- 喬治·拉布羅克

階級：中士
作戰部地中海戰隊的SRT成員，在《燃燒的One Man Force》中登場。
「阿瑪爾干」發動總攻擊時，因為任務而連同所用AS和一架運輸機及其機組人員不在地中海戰隊的愛琴海基地。任務結束返航後，基地已經被「阿瑪爾干」佔領而無路可逃，因此連同機組人員投降。
後被克拉馬命令和參加地下比賽的相良交手，以M9和相良的「野蠻人」對戰，結果被打敗。戰敗後，向相良交代了所知的「阿瑪爾干」情報，相良走後懊悔自己對「阿瑪爾干」投降的行為。其後並未交待去向。

#### 情報部
- 馬爾·阿米特（配音員：菅生隆之）

米斯里魯情報部最高指揮官，階級為將軍。
是他命令「幽靈」全天候監視以及保護千鳥要。
在加入米斯里魯之前曾經是以色列摩薩德情報局的頂尖探員。
- 亨特·加賓（配音員：島田敏）

米斯里魯情報部門香港辦事處負責人，曾經協助宗介他們展開行動。
美麗達島事件之后，在秘密運送ARX-8的過程中，被卡力林率領的汞合金部隊襲擊，受伤获救。后多次给予泰莎和宗介一行人进行物资补给。
- 「幽靈」（Wraith，配音員：大原沙耶香）

米斯里魯情報部門成員，擅於易容術。除了相良宗介外米斯里魯另外派遣至千鳥要身邊擔任監視者，後被派遣接替相良宗介執行全權保護千鳥要的任務，卻反被千鳥要算計以及拯救。
本名為金玉姬，是前北韓叛逃特工，並在蘇聯接受特種任務訓練，曾經處于被追殺名單上。由於真名在日文中意指男性某物，所以不願對日本人說出真名，但被雷蒙私下查了出來。
米斯里魯滅亡後處於獨立行動狀況，與亨特等人協力完成ARX-8並順利交到宗介手上，與TDD-1人員合流後接受個別任務與雷蒙前往莫斯科搜尋情報，遭雷納德所屬部隊攻擊重傷，後被當年教育之蘇聯教官進行保護狀態救出，並以所得情報和GRU進行交涉，成功得到GRU的協助，在「雅木斯庫11」救出瀕死的克魯茲，並對準備突襲核導彈基地的毛等人提供了可靠情報。

#### 研究部
- 巴尼·摩拉塔（Bonny Morauta）

軍階：上尉
年齡：推測為16歲（所有的傾聽者歲數都是相同的）
隸屬米斯里魯研究部，識別證號F-6601。待遇是薪俸等級MJ-3。負責開發ARX-7系統。
畢業於加州大學、曾經在ジオトロン・エレクトニク公司工作。曾經住過哥本哈根。興趣是圍棋與鋼琴。喜歡的歌手是約翰·藍儂。喜歡的事物是和平、AL、以及泰莎。登錄於某年2月16日刪除。
（上述資訊摘自AL的口述）
死因為自殺，但真正原因是因為身為傾聽者的他過度深入「耳語」的領域，因此最後反遭到耳語操控發狂而死，泰莎對此一直感到自責。
- 諾拉·雷明（Nora Reming，配音員：山口由里子）

階級：少尉
年齡：約25～30歲
隸屬米斯里魯研究部，來到西太平洋戰隊支援的技術軍官。她是麻省理工學畢業的高材生，專攻領域是物理學和大腦生理學，目前負責〈λ Driver〉。〈強弩兵〉的開發者巴尼·摩拉塔死後，米斯里魯為了繼續研究而找來的研究人員，也因此她是這個部隊當中少數沒有從軍經驗的人。
雷明比誰都清楚對〈λ Driver〉和〈強弩兵〉的分析，將會左右今後戰場上的勝敗。讓宗介駕駛不完全的機體出擊。她心裡似乎感到內疚。
擁有一頭金髮的美人，血型O型，雖然面對傭兵的時候她常常顯得十分剛強，不過基本上是個好人，據說與卡力林的亡妻——愛琳娜長得幾分相似，部隊中有傳言和卡力林私下見面。

#### 貝里斯訓練營
- 艾斯特斯（配音員：松本大）

貝里斯訓練營的總負責人，階級為少校，波多黎各人。
擁有射擊大會的優勝紀錄，獎杯放置在訓練營的辦公室，之後獎盃被與人打賭的克魯茲打成兩半。
- 吉馬（配音員：室園丈裕）

貝里斯訓練營教官，階級為中士。
在訓練營的時候對宗介的評價並不高（由於宗介和克魯茲兩人在訓練營時都隱藏實力），但是在「堅持原則的革命家集團」事件後對宗介的印象改觀，與宗介相處融洽。

#### AI
- Danann（配音員：村井每早）

強襲潛水艇TDD-1上搭載AI。
- AL（配音員：室園丈裕）

ARX-7 強弩兵和ARX-8 烈焰魔劍的搭載AI。
被巴尼·摩拉塔的傾聽者才能賦予了類似人工智慧的技術。
根據AL自己的說法，他以上網和廣播的方式學習知識。更因此要求技術人員在ARX-7的駕駛艙裡裝設了FM收音機和電視頻道，以便他接收各種知識。
好像變的極度喜歡挖苦宗介，並喜歡把泰莎稱為「高威脅目標」。但做事絕不馬虎。
美利達島事件後因強弩兵被毀而與宗介分開4個月，而且機體也被強化成ARX-8（由AL本人親自設計及命名），已與宗介搭檔超過了1年。
《永远地、Stand by me》对萨克斯的死感到悲伤。美利达岛最终决战后，驾驶仓受损，问宗介：“我是机器么？还是人类呢？”后，由AL成功单独地启动λ-Driver，保护宗介成功在核爆中心存活并获救。後和宗介同樣被美军帶走並扣留調查，但被宗介由冲绳基地成功帶走，轉交毛等人。在成功逃出美軍基地後，曾經要求「下次把我裝在龐蒂克火鳥上。」（影射美國影集霹靂遊俠）
續篇小說《驚爆危機！Family》中多次責罵宗介和要的兒子安斗過於貼近電腦熒幕。
名稱翻譯方面，當初輕小說及漫畫中譯版皆為「R」，及後在遊戲《超級機器人大戰V》中又另譯為「AL」。
- 星期五（Friday，配音員：福山潤）

梅麗莎的M9上搭載的AI。
- 由香里（配音員：田村由香里）

克魯茲的M9上搭載的AI，據小說所稱，克魯茲套取了當紅偶像的聲紋作為AI的聲音。

### 阿瑪爾干(Amalgam)

#### 阿瑪爾干幹部、實戰部隊
- Mr.Hg（汞的元素代號）

从不参加线上会议的汞合金干部，小说第10卷首次登场，是「汞合金」组织的管理人。《永远地、Stand by me》中确认身份为馬羅林卿。
- Mr.Au（配音員：仗桐安）

「Mr.Au」（金的元素代號）。日本人，具体身份不明，不过从叙述来看，应该是日本政府内相当有权力的人物（有日本国会议员受其操纵）。
主导了对雷納德的袭击，失敗以後被加里宁亲自杀死。
- Mr.Cu（配音員：新井良平）

「Mr.Cu」（铜的元素代號）。
- Mr.Na（配音員：斧篤志）

「Mr.Na」（钠的元素代號）。
- Mr.Sn（锡的元素代號）

汞合金干部，对Mr.Au袭击雷納德的行动表示了支持，后被雷納德的直属部队以「異常事態」為由杀死。
- 威爾海姆·賈斯伯（配音員：寺杣昌紀）

新任的汞合金干部「Mr.Sn」（锡的元素代號），克鲁兹·威巴的師傅，出生自德國的狙擊手家族，被克魯茲描述為「魔人」的狙擊手。
在《迫近的Nick of Time》中，和克魯茲以AS進行狙擊手對戰，成功破壞克魯茲的AS，並重創了他，但最後被宗介和重傷的克魯茲聯手，被來自1650公尺外的狙擊擊中心臟死亡。
- Mr.Zn（鋅的元素代號）

潛伏於米斯里魯高層的間諜。
原著中被列明為作戰部部長波達將軍的秘書官傑克遜上尉。
曾策反了達尼剛和關協助九龍劫艦。
後來在《舞動的Very Merry Christmas》故事中，被查出為內奸後被捕。
- 雷納德·泰斯塔羅莎（Leonard Testarossa，配音員：浪川大輔）

阿瑪爾干內部代號「Mr.Ag」（銀的元素代號），為阿瑪爾干高級幹部其中一員。泰莎的雙胞胎兄長，與泰莎同樣為傾聽者，並且在傾聽者的天賦上遠高於他的妹妹泰莎。
身為傾聽者，他的能力已經遠超過所謂天才的層級，而被稱為「被挑選的人類」，在這種想法下，其它的普通人被認為是「像道具般利用自己們的愚人」。
不過其性格之形成原因源自於幼年之心靈傷害(父親總是長期不在家，母親因而出軌，因雷納德知道母親出軌的事，問心有愧的瑪麗亞對雷那德一直有心結，而後阿瑪爾干突襲泰斯塔羅莎家，卡爾為保護母子3人戰死，瑪麗亞謊稱泰莎在親戚家，並把雷納德交出去以求取活命)在接觸到妹妹沒有接觸到的黑暗面成為其犧牲者後，走向了與他妹妹不同的道路。
作品雖然沒有明確描寫，但是能確定的汞合金自柯達爾開始所有λ-Driver搭載型AS皆有他參予開發；此外，他也開發了無人型ASアラストル，以及自己的專用機。非常擅長格鬥戰，和擅長射擊戰的相良宗介是完全相反。
對千鳥要有好感，並且在《永不停息的On My Own》擊敗相良宗介將千鳥帶走，並且囚禁她於別墅裡，甚至奪得其初吻。但是在《集结的Make my day》的最後卻被千鳥帶的手枪走火擊中，重傷並且幾乎因此而死。
在《永不停息的On My Own》稱呼自己為「我」（日語是「僕」），在《迫近的Nick of time》稱呼變為「我」（日語是「俺」）。另外《永不停息的On My Own》中平靜的他比較，《迫近的Nick of time》中卻變得異常粗暴。
在《永远地、Stand by me》中，駕駛“钢铁堕天使”作为保护美利达岛建造的TAROS最后的守护者，驾驶“钢铁堕天使”和宗介的ARX-8交战。交战中优势明显，曾用无形的“矢”击中ARX-8的左肩，并将左肩的“妖精之羽”破坏。在ARX-8启动“妖精之羽”后隐身，但由于宗介的话动摇漏出破绽，左臂和长弓被多用途爆破·榴彈砲轰飞。后用仅剩的右臂贯穿ARX-8无人的驾驶仓，而被宗介抓住破绽用火箭弹击破“钢铁堕天使”。最后自暴自弃的准备启动TAROS的自爆装置，被准备接着改变世界的卡力林射杀。
- 莎比娜·萊夫尼奧（配音員：井上麻里奈）

阿瑪爾干高級幹部其中一員，同時是雷納德的親信。波蘭人，出生於羅茲市。
- 九龍（配音員：田中正彥）

阿瑪爾干內部代號「Mr.Fe」（铁之元素序號）。「九龍」並不是真名。「九龍」在中文意思是「九條龍」，據聞因為他持有九個國籍而取其名。祖國為日本。曾暗殺超過30名以上的政要官員，及至少參與2次飛機爆炸案，但在西方的反恐組織中卻鮮為人知這號人物的存在。AS操縱技術優秀，在汞合金眾多的柯達爾駕駛員當中，為最能將其性能發揮的駕駛者。
本作最主要的反派之一，由於少年時期身處波布政權下的柬埔寨（紅色高棉），以致性格殘忍暴虐、又狂傲。不過在作戰時能沉著冷靜的思考，直覺跟對危機的處理能力也很強。有獨自的一套美學意識，對宗介有強烈的執著，並曾經說過宗介那既不否定生，也不否定死的神情，有如「殺人聖者」一般。
身為汞合金的幹部，但與其他幹部時常意見不合，也因此被賦予「Mr.Fe」這個代號（鐵是少數無法被汞溶解的金屬之一）。
由於本身罹患胰臟癌的關係，所以生存意識微薄，對於自己的死亡也不感到恐懼，不過在罹癌之前把自己的性命看的比任何事物還重要。在擔任傭兵訓練營教官時期，深得部下信任，但也從不會對攸關部下生死的行動及決策感到猶豫。
對相良宗介的稱呼為相良宗介參予阿富汗游擊隊時被游擊隊首領賜與的名字「卡西姆」。
宗介在阿富汗時曾與卡力林合作對九龍進行狙殺，並成功將子彈撃進其頭部，但因子彈被鑲進其頭內的鈦金屬片所阻而活下來。此外在作品中，也曾經數次以AS跟宗介交手，雖然每次都淪為被擊破的對象，但也都幸運生還（臉上的長疤是在TV版第一部的第七話，座機被宗介擊破後留下的）。
在TSR當中，被汞合金當作是引誘宗介的餌，然而也多次命令玉芳、玉蘭兩人與米斯里魯對峙，最後九龍在病床上被以為千鳥被殺的暴怒宗介射殺。
而根據雷納德的數據顯示，九龍為汞合金成員中，最能充分發揮「λ-driver」性能的人。
- 克拉馬（配音員：山路和弘）

年約三十歲，體格高大結實的男人。有一對像是快睡著的眼睛，圓潤的鼻頭上頂著小型圓框眼鏡。為人冷酷，只要是有必要的事都會做。首次出場是在《失控的One Night Stand》結尾和九龍一同出現，正式登場是在《動盪的Into The Blue》，協助九龍進行作戰，並對雷納德進行報告。宗介以前在黎巴嫩時看過他的照片，因為曾殺死五名SAS成員而被列為危險人物。
在《永不停息的On My Own》中，在陣代高中設置炸彈及脅持恭子威脅宗介，並指揮部隊追捕千鳥。
在《燃燒的One Man Force》中再次出現，得知宗介參加地下比賽後，指示投降的「米斯里魯」成員駕駛M9和宗介交戰，但被宗介打敗。之後脅持並殺死宗介的參賽小隊管理人娜美，以激怒宗介。最後和宗介在地下競技場中駁火，重創宗介後被宗介趁其一時大意殺死。臨死前說出了小要可能身處的地方。
- 蓋茨（配音員：大塚芳忠）

阿瑪爾干內部代號推測為「Mr.K」（钾的元素代號）。是汞合金內部秘密部隊，死刑執行部隊的指揮官。雖然整體的實力劣於九龍，但也是讓九龍將其評為「實力超強的瘋子」的狂人一個。
在香港戰役末尾被宗介殺死，之後由卡力林繼承「Mr.K」這個代號。
小說中雖有其名，但描寫寥寥，只在香港事件的最後一幕中出現，旋即被宗介擊斃。動畫版中其相關劇情大多原創，或原劇情與其無關卻被額外代入。
- 部下A

TV版第三部「驚爆危機TSR」登場之角色。
身為蓋茨的心腹，在作品中常常與其一起行動，並給予一些建言。但蓋茨卻時常惡整他，例如從飛行中的直昇機將他踢落河中、拖入泳池又試圖將他溺死、以及突然無預警的開槍打掉自己放在他頭上的蘋果之類的。
最後再預備出發前往肅清玉芳時，蓋茨用AS將他從建築的屋頂踢落以後，此人便生死不明了。
- 飛鷲（小說） / 夏玉芳（動畫） / 蕾娜（漫畫）（配音員：篠原惠美（夏玉芳））

被九龍收養，並將其稱之為「老師」的雙胞胎之兄（姊），雖然在登場媒體的名稱及性別設定不一，但在作品中的立場及定位皆相同。
主要是負責AS操縱，初期在蓋茨手下行動時操作Zy-98 Shadow。
後來在九龍指示之下，搶走一部柯達爾M，並在香港大肆破壞。其後在與米斯里魯的AS部隊戰鬥之際，遭遇到蓋茨所率領的阿瑪爾干執行部隊，並在跟蓋茨交戰時被擊破，死亡。
- 飛鴻（小說） / 夏玉蘭（動畫） / 茱莉亞（漫畫）（配音員：澤城美雪（夏玉蘭））

同樣被九龍收養，並將其稱之為「老師」的雙胞胎之弟（妹）。
擅長格鬥術，在TV版第三作TSR當中，擔任潛伏恐怖份子（第三、四話），並與毛交戰過。
後來在受九龍之命前往東京暗殺千鳥要時，行動不幸失敗，並遭雷納德的護衛AS格殺。
於機戰以往作品中原本死前並沒有搭乘AS，原創設定則給她搭乘Shadow(W、Z3 時獄篇)以及柯達爾M(V)
- 李·福勒（配音員：杉田智和）

雷納德的親信也擔當護衛，並駕駛柯達爾作戰。

### 陣代高中

#### 二年四班學生
相良宗介與千鳥要就讀於此班。班上學生屢次因宗介而被捲入不幸事件，已累積不少怨氣。
- 常盤 恭子（配音員：木村郁繪）

千鳥的好朋友，總是拿數位相機攝影，髮型是兩條辮子。
和阿久津萬里一樣，養一頭美国短毛猫，名為「ミア」。
在《永不停息的On My Own》中被俘虜並綁上炸彈，最後在宗介把她帶離現場時受了重傷。
之后在《永遠的、Stand By Me（上）》平安出院，却极少提到当时的事。
不再戴眼镜而改使用隐形眼镜，发型改為及肩的中長髮，但左手指尖不時會不受控制地輕微痙攣。
續篇小說《驚爆危機！Family》中已經與小野寺孝太郎結婚，改名為小野寺恭子。二人之間育有二名兒子、一名女兒。
- 風間 信二（配音員：能登麻美子）

是千鳥和相良宗介的同班同學。軍事宅，喜歡攝影、AS與相關書籍。深藏不露的好色分子，曾經趁夜偷取小要的內衣褲被宗介發現。
父親是陸上自衛隊AS部隊的指揮官，是普通同學中對AS最了解的人，和宗介臭味相投。在AS騎馬戰中更以父子兵姿態登場，擊敗赤城龍之介。
和相良宗介、小野寺孝太郎合稱「陣高三兄弟」。
續篇小說《驚爆危機！Family》中仍然單身。正職是公務員，副職是You Tuber。
- 小野寺 孝太郎（配音員：岡田貴之）

人稱小野D（Ono-D）。
《第五堂課的危險區域》中就是Ono-D把武器商人錯送予宗介的生物武器當作飲料而引發其後的生化危機，因此並成為第1名受害者。
好色程度與威巴不相伯仲，臭味相投之下二人在往溫泉的途中想出了偷窺一眾女生之大計……
和相良宗介、風間信二合稱「陣高三兄弟」。
對恭子有好感，因此知道宗介的真正身分後，對於恭子受了重傷感到憤怒，並當場揪著他指責他應親自對恭子講解。直到《永遠的、Stand By Me（上）》（接近一年以後）仍然氣著宗介，認為應該是由宗介道歉。
但在《永遠的、Stand By Me（下）》的錄影片段之中，他向宗介道歉。
續篇小說《驚爆危機！Family》中已經與常盤恭子結婚，職業是教師。已升職成級主任。二人之間育有二名兒子、一名女兒。
- 工藤 詩織（配音員：高橋智秋（第一期）→今野宏美（第二、三期））

- 向井 麻弥（配音員：菊池志穗）

#### 都立陣代高中學生會
- 林水 敦信（配音員：森川智之）

第53代都立陣代高中學生會會長，三年級生。經常紙扇不離手，紙扇上的字每次皆不同。
其父為都議會議員，本名為林水信彥，現名則使用速見伸彥。小說中也提到，其與其父親已經兩年多沒說過話了，原因似乎是其父不滿其不唸私立升學學校，而跑來唸校風閒散的都立陣代高中。
目前獨居於五日市，獨居處有幾個外國酒鬼似乎令其很頭痛。就算如此，他仍然有能力自行賺取日常的生活費
在動畫版中，因為其校服是以純羊毛製，所以在成為《第五堂課的危險區域》中幸運地沒有受害的人物之一。
自《舞動的Very Merry Christmas》以後，以兩次與千鳥要有關的學校旅遊背後所發生的事件作為關鍵而對於宗介的真正身份開始產生懷疑，並在他辭去學生會會長一職以前對宗介給予警告。在《永不停息的On My Own》受宗介請託，利用消防警報器再以學生會名義廣播成功疏散學校內的所有師生，以此避免大規模傷亡事件的發生。
續篇小說《驚爆危機！Family》中已經與美樹原蓮結婚。二人之間育有一名女兒葵。把原本是小型暴力團體的「美樹原組」轉營為正規企業，被前「美樹原組」的組員稱為「第八代美樹原組組長」。
- 美樹原 蓮（配音員：田中理惠）

二年級學生，任職學生會書記，小要尊稱其為。暗戀著林水敦信，父親寬二是美樹原幫第七代幫主。
續篇小說《驚爆危機！Family》中已經與林水敦信結婚，改名為林水蓮。二人之間育有一名女兒葵。
- 岡田 隼人

一年級學生，任職學生會會計，留著黑人辮子頭，是個膚色偏黑的街頭風少年，其餘資料不明。
- 佐佐木 博巳（配音員：淺野麻由美）

一年級學生，任職學生會總務，留著清爽的黑髮，皮膚白皙，似乎因為愛好模型，而加入模型社。
其後林水敦信引退後，成為都立陣代高中學生會副會長。
- 森川 唯

一年三班學生，游泳校隊隊員。
其後林水敦信引退後，成為第54代都立陣代高中學生會會長。
- 曾我 隆

一年級學生。
其後林水敦信引退後，成為新一任學生會書記。
- 倉田 博史

一年級學生。
其後林水敦信引退後，成為新一任學生會會計。
- 前田 英二

#### 其它學生
- 椿 一成（配音員：福山潤）

二年八班學生，大近視眼的學校內「空手道同好會」的部長，因為同樣喜歡千鳥成為宗介的競爭對手和情敵，除了軍事方面的經歷，性格和宗介極其類似。
流派是「大導脈流活殺術」（簡稱：大導脈流），這流派中的奧義的名字全部來源自各病症。
- 鄉田 優（配音員：鄉里大輔）

陣代高中橄欖球部部長。
本來性格溫厚得連蟲也不敢殺，但經宗介按照「毛大姐的海軍陸戰隊式訓斥手冊」操練後性格一變為戰鬥機器。在宗介一腳踢中硝子山高中橄欖球部部長面部後擊敗剩餘的硝子山橄欖球部隊員而大勝，其後如小要所言，揭開了陣代高中橄欖球部的恐怖傳說，及硝子山高中橄欖球部一厥不振的序幕。
- 石原

陣代高中橄欖球部隊員。
和鄉田優一樣，經宗介按照「毛大姐的海軍陸戰隊式訓斥手冊」操練後性格一變為戰鬥機器。
- 稻葉 瑞樹（配音員：吉田小百合）

個性非常的情緒化，報復行動也相當激進，但其實人還不錯。
小說版《靠不住的六法全書？》中的《偏離靶心的情感》（相等於動畫版校園篇《第五堂課的危險區域》）之中，瘋狂迷戀上椿一成。
續篇小說《驚爆危機！Family》中仍然單身。現時在一所大型出版社內擔任編輯。
- 佐伯 惠那（配音員：菊池志穗）

在校園篇登場，根據千鳥要校園祭的代表小姐競選中第二名，學年期末考試第五名在右。現時在學校附近的「變裝會社」兼職。
寫了一封給相良的情信，亦希望放學後在體育館後約會，但是情信被宗介炸了。
直到晚上被三名不良少年騷擾，最後被宗介救了（用霰彈槍以非致命彈頭擊昏三名不良少年）
當她知道情信被炸掉了，哭着對宗介說「太過份了」就跑掉了。
- 阿久津 萬里（配音員：淺野麻由美）

長期缺席的不良學生，曾留級。曾收服陣代高中附近一帶的不良學生，並成為其中的首領。對手下十分嚴厲，但亦有重義氣的一面，可說是女中豪傑。
和兩親交惡，有一名特別寵愛的弟弟，名為阿久津芳樹。
因手下對宗介束手無策，決定把千鳥要抓去當人質，然後派全員對付宗介，要求他在廢棄工場內決鬥。但宗介使用阿久津芳樹為人質及其「情報戰」嚇走萬里的手下，只好放千鳥要走，而芳樹亦被宗介放走。當聽到弟弟能得到遙控模型為報酬時氣得跳起，但最後還是跟芳樹回家。
真正證明其為陣代高中學生是在「不能安心的七樣道具？」，指責三名不良男子做出不軌行為。
同椿一成一樣，流派是「大導脈流」。根據椿一成所指，「大導脈流」一子相傳。為甚麼她能夠使出大導脈流奧義呢？至今仍是不明。
養有一頭美国短毛猫，名字不明。
- 難波 志郎（配音員：千葉一伸）

- 小室

《有限時間的羅曼史》中登場。電影研究會會員。研究會新作《戀愛的七人》导演。
去年曾獲得「原粕賞」，取得三十萬圓。因為做不出作品會被折斷脊椎及當成人類沙包修理而繼續拍攝。
因為宗介拍攝電影3天都沒有出色的演出（被評為「蹩腳演員」），郤反過來被宗介評為「二流的創作者」而昏迷，全身痙攣。
5天後的電影節盛會上被綁架似地帶到會場，看完宗介等人連日熬夜下完成的《戀愛的七人/地獄之最終大決戰》後，口吐白沫地昏迷，被擔架運走。
- 須藤

《有限時間的羅曼史》中登場。電影研究會會員。研究會新作《戀愛的七人》演員。
同小室一樣曾獲得「原粕賞」。因為做不出作品會被折斷脊椎及當成人類沙包修理而繼續拍攝。
因為宗介令導演昏迷，加上劇本未完成、影片幾乎無法使用以及只有3名演員而絕望。「幸好」宗介接下指揮權下，終於完成電影。
- 白井 悟（配音員：小西克幸）

#### 教職員
- 坪井 隆子（配音員：有馬瑞香）

陣代高中的校長。獨身。一說起教來，就是長篇大論。
最初任由宗介做出各種事故，但至《錯漏百出的掩飾》開始無法容忍其破壞，甚至說「一定要阻止相良宗介！」
二年级卒业之后，被调到其他学校任职，始终还是和宗介在学校期间引发的种种骚动有关。
- 神樂坂 惠里（配音員：夏樹莉緒）

英文老師，同時兼二年四班班主任（班導師）及學生會顧問。
經常捲入宗介所引發之騷動之倒霉人物，每次驚嚇過度（例如被槍指著）就會休克。也經常被宗介和小要整，例如曾經開了一部新車到校，宗介以｢檢查危險物品｣為理由，趁神樂坂老師去上課時，將整輛車大卸八塊。 對宗介的脫線行為頗為不滿, 在泰莎作為交換生入學的時候特別警告宗介要循規蹈矩(但卻不知泰莎實則為宗介的頂頭上司)。
雖然如此, 她是一位對教學充滿熱情的好老師, 也有身為教師的自覺。 在劫機事件中為了保護小要挺身而出, 被九龍用手槍威嚇。
暗戀水星 庵老師，並在《永遠的、Stand By Me》的錄影片段之中提及於錄影製作的一年前與他結婚並已經懷孕。
- 西野 梢（配音員：今野宏美）

學校保健室的老師，神樂坂惠里的學妹。
經常性的惡整神樂坂，例如替她寫內容誇張的情信、或是在校內公告上動小手腳。
- 水星 庵（配音員：宮本充）

美術老師，現時和神樂坂交往中。
經常發表令人無法理解並且多次出現「中略」的言論，和宗介經常牛頭不對馬咀的談出古怪結論。在宗介向他求問模特兒的職責後變得相當欣賞宗介對藝術的熱情。 實際上宗介只是對藝術一無所知而已。
- 小暮 一郎（配音員：池水通洋）

《擦身而過的敵意》（すれ違いのホスティリティ，未放映）中登場。鄙視學生認為學生就該聽老師的話，對於自主性極強的林水和宗介更視之為眼中釘。
曾企圖在學生會出售麵包（因宗介令學校的麵包店負責人受傷，要兩周才康復）前對麵包下手腳，令學生會受批評。
第一次下鳥食時，因宗介在麵包箱裝置高壓電而失敗。第二次帶備膠手套下瀉藥時，因宗介在麵包箱裝置瓦斯氣而失敗。第三次帶備膠手套、面罩和瀉藥時，因校長發現而失敗，更因此停職。
宗介對他的停職感到太遺憾，並認為他是一名出色的老師。
- 藤咲老師（配音員：中博史）

古文老師。
在《第五堂課的危險區域》用力打開二年四班的大門（宗介貼的膠紙因為重複使用過度而剝落），不但令污染地區擴大，亦被學生們撞飛、踐踏。
- 大貫 善治（配音員：青野武）

50多歲的學校校工，在陣代高中工作大約25年。
外表善良，但當受刺激後會變成手持電鋸，刀槍不入的惡魔。
如在《深夜的侵入者》，因宗介、喬尼和喬尼的大哥尋找350毫升大小的圓筒狀鐵罐而將一棵以知名美國女演員—葛蕾絲命名的櫻樹連根拔除而要殺死他倆（椿一成也在場）。最後要用上榴彈砲、50口徑步槍、霰彈地雷和一成的奧義「心浮漸」（名字來源自「心不全」，意為心臟衰竭）爆發出不完美的藝術性合體攻擊才讓大貫善治失去戰力。宗介甚至形容「如果他選擇其他的人生的話，說不定將會成為今世紀史上最強傭兵。」
另外，在事後他會忘記所有的事。

### 陣代高中學生的家族
- 千鳥 小綾

千鳥要的妹妹，與其父親一起在紐約。在故事之中並沒有直接登場。和千鳥要是使用國際電話來聯繫。
- 速見 伸彥

林水敦信之父親，本名為林水信彥。是日本都議會議員。
有強大的正義感，但亦因此樹敵甚多，已多次差點被暗殺。
小說中也提到，其與其兒子已經兩年多沒說過話了，原因似乎是不滿其子其不唸私立升學學校，而跑來唸校風閒散的都立陣代高中。
在《錯漏百出的掩飾》中的對陣代高中的訪問中差點被暗殺，「幸好」宗介對暗殺者的車輛（拉麵車）連開4槍，損壞拉麵車及捉著暗殺者。
被宗介視為VIP人物。
- 美樹原 寬二（配音員：小山武宏）

美樹原蓮之父親，是美樹原幫第七代幫主。
續篇小說《驚爆危機！Family》中交代十分溺愛外孫女葵。
- 阿久津 芳樹（配音員：浜田真瑞）

小學學生。姐姐為阿久津 萬里。（被宗介利用作為要脅對象）
被宗介利用於救回千鳥要後能得到遙控模型為報酬。
- 風間 信太郎（配音員：澤木郁也）

只在動畫中登場。
風間信二之父親，於陸上自衛隊習志野基地擔任事務官（相當於指揮官）。
信太郎本身不是AS駕駛員，信二曾因此感到不滿，但最後在AS騎馬戰中以父子兵姿態登場，擊敗赤城龍之介。
- 小村 修二郎

千鳥要的外祖父，在第二次世界大戰期間為大日本帝國海軍軍官，階級為中尉，因某些因緣與宗介結識並受到宗介的敬重。
- 林水 葵

續篇小說《驚爆危機！Family》出場。林水敦信和蓮的女兒。與安斗同年。

### 陣代高中以外的學生、教職員
- 硝子山高中橄欖球部部長（配音員：渡部猛）

本名未有交待。
性格狂妄，外表猶像大猩猩的傢伙，小要曾說：「盧旺達的戰爭快要令那兒的猩猩絕種了，為何仍有一隻在此」。
硝子山高中橄欖球部曾連續49次擊敗陣代高中，在第50戰中被臨危受命參戰的宗介一腳踢中面部而離場。最後硝子山高中在第50戰中慘敗，其後如小要所言，揭開了陣代高中橄欖球部的恐怖傳說，及硝子山高中橄欖球部一厥不振的序幕。
- 高山 清司

阿久津萬里的手下，硝子山高中高校二年級學生，有一名非常疼愛的妹妹，就讀西山中學。他妹妹每天徬晚六點左右經一條人跡稀少的大道回家，(被宗介利用作為要脅對象)。
- 依達 雄太

阿久津萬里的手下，有一隻在11歲的時候要求父母買的多情鸚鵡（被宗介利用作為要脅對象）。
- 五十嵐 幸一

阿久津萬里的手下，有一輛好不容易才買下的摩托車（被宗介利用作為要脅對象）。
- 元藤 啓二

阿久津萬里的手下，有一位相依為命的母親（被宗介利用作為要脅對象）。
- 菅谷 茂

阿久津萬里的手下，有一名比自己小一歲的女友（被宗介利用作為要脅對象）。
- 中島 新太郎

阿久津萬里的手下，有一名姐姐，她在一周前生了個嬰兒（被宗介利用作為要脅對象）。
- 不破前輩（配音員：上田祐司 / CD：子安武人）

小要的中學前輩，亦為其初戀情人。
- 赤城 真奈美、黃楊 圓、碧川 祥子（配音員：嶋崎遙香（赤）、水橋香織（黃）、村井每早（碧））

稻葉瑞穗以前的中學同學。
小要覺得三人的名字甚為複雜，故將三人合稱為「交通燈三人組」。

### 各國正規軍、情報組織相關人員
- 米歇尔·雷蒙（配音員：津田健次郎）

美麗達島事件之后的南桑事件中與宗介相遇。是法國對外情報局「DGSE」的成員，負責指揮手下一個小隊的人員。他本人宣稱其IQ是150。
協助宗介共同對「阿瑪爾干」展開作戰。在宗介與TDD-1人員會合之后，登上了TDD-1。
之後因為被DGSE解僱，就此留在米斯里魯旗下工作。
- 風間 信太郎（配音員：澤木郁也）

風間信二之父親，詳見上文。
- 赤城 龍之介（配音員：稻田徹）

只在動畫中登場。
隸屬陸上自衛隊練馬基地的AS駕駛員，與其他練馬基地的AS駕駛員組成「練馬赤龍」小隊，以骯髒手段在習志野的AS對抗賽中取得連年勝利。故事中因風間父子及習志野隊員上下一心，在AS對抗賽終於吃了敗仗。
宗介及小要將「練馬赤龍」蔑稱之為「練馬大根」（按：大根一詞在日語漢字中解『蘿蔔』之意），同時把練馬赤龍擊敗說成「把他們磨成蘿蔔泥」。隊伍招式「赤色噴射氣流」是對初代鋼彈的德姆三人組的致敬，龍之介的外型則是和鋼彈逆夏中的夏亞．阿茲納布爾致敬。
- 奇里·B·賽勒（配音員：廣田行生）

美國海軍中校，洛杉磯級潛艇帕薩迪納號艦長。
叱喝部下時總是喜歡帶上與潛艇有關的術語。
由於帕薩迪納號曾差點與TDD-1在海底相撞，疑因此對TDD-1有著異常的執著，總是追跡著TDD-1，甚至企圖把TDD-1擊沉。
亦因上述事件而曾不指名地將泰莎形容為「性格扭曲，下三爛的瘋子」。
曾經在泰莎父親指揮的船艦服役過，而該艦在巴倫支海戰役給當時尚屬英國皇家海軍的馬德加斯中校所指揮的HMS Turbulent（S87）核子潛艦拯救過。
其所指揮的帕薩迪納號（USS Pasadena）真實存在，是美國海軍現在洛杉磯級攻擊核子潛艦的其中一艘，編號為SSN-752。目前可能属于太平洋舰队第3舰队下的第五远征打击大队。
- 羅伊·希爾斯（配音員：青山穣）

退役的前美國海軍特種部隊（Navy SEAL）上校，與波達上將為舊識好友，並且長期幫助米斯里魯。
曾指揮過為數眾多的極機密作戰，還擁有不少無法細數由來的勳章。被宗介萬分沒禮貌地擅自想像「卡力林少校要是色瞇瞇的話說不定就會是這個樣子」。
在《齊聚的Make My Day》中，被柯特尼以「拿M6A3來的話，小泰莎就會穿上南丁格爾式的優雅的古典護士裝，對你進行這樣那樣的看護—」這種理由給騙了，從美軍基地「借」了一台MH-53E和M6A3給宗介用。後來隨着宗介等人順勢登上了TDD-1。
- 約翰·喬治·柯特尼（配音員：池田勝）

與「米斯里魯」作戰部部長波達將軍為海軍官校的同期同學，是個熱愛戰爭的熱血中年，在退伍後仍時常出入海軍陸戰隊基地，強迫部下讓他駛着最新的AS乱轉。
話語中好以fucking作形容詞。被宗介評價「毛爛醉時偶爾也會變成這種感覺」。
在《齊聚的Make My Day》中，提供了位於佛羅里達北部的濕地的訓練營給宗介用以回復戰力，並騙了一台MH-53E和M6A3給宗介闖入雷納德的宅邸。後來隨着宗介等人順勢登上了TDD-1。
美軍的上校。波爾波以前的長官，出場時會播華格納女武神的飛行，有多道戰爭時期留下傷疤，作為輝煌歷史（有一道是被老婆抓傷的疤痕），習慣以開槍代替打招呼、經常用槍(阿帕契\格林機槍嗣候你)掃射別人，而且會有意無意的露出身上的多枚勳章與獎章炫耀，曾多次為女兒茱蒂舉辦「選婿大賽」。(極機密),泰莎形容為「下三賤，槍械瘋子,怕老婆不敢回家的鬼軍官」。
兄弟
1.史賓賽
2.波爾波
3.畢大個的祖父

### A21相關人員
- 武知 征爾

日本人，傭兵。A21的創立人。
- 久我山 琢磨（配音員：千葉進步）

久我山琢磨是假名，真正的名字是立川 琢磨（タテカワ・タクマ）。假裝成留學紐西蘭的學生入境日本。因為被藥物「調整」的關係，有暴力傾向和記憶障礙，無法記起以前的事。在A21中作為Behemoth的駕駛員。相當依賴聖奈，並把她當成了被自己所殺的親姐姐。對泰莎有好感。
入境時因作出暴力行為被扣留，後被發現使用λ驅動的痕跡受秘銀秘密收容。A21藉他手臂上的植入式發信裝置追蹤到位置並發起營救行動，但行動失敗並且琢磨被泰莎再次轉移至宗介的據點。雖然破壞了發信裝置，但卻因宗介等人一時大意透露出所在位置而被琢磨用手機通知A21。A21用小要及泰莎作人質成功脅迫宗介釋放琢磨，並最終登上巨型AS Behemoth。
在駕駛Behemoth的期間了擊倒三台自衛隊的96式主從機士和毛的M9 Gernsback。然後，和相良宗介的ARX-7 Arbalest交戰中，λ-Driver的冷卻裝置被破壞，無法支撐機體重量而瓦解，他本人當場死亡。
- 聖奈（配音員：淺野麻由美）

A21的領導者，有AS的操作能力，被琢磨當成了親姐姐，但兩人並無血緣關係。
- 大井、植田、矢代、波多野

A21的其中4名成員。
負責前往搶奪被帶走的琢磨，但都被宗介殺死。

### 阿富汗相關人員
- 札伊特（配音員：子安武人）

只在動畫中登場。
宗介在阿富汗的戰友，比宗介年長三歲。
曾傳授不少戰場上的知識予宗介，但在九龍率領的部隊突襲游擊隊據點時宗介以為他已被殺。
宗介其後在與印度洋部隊的聯合行動中重遇薩伊多，惜二人已在敵對陣營，薩伊多最後被宗介擊敗。
在動畫中，他是九龍以外唯一會以「卡西姆」稱呼宗介的角色。
其座機Zy-98 Shadow雖沒有λ-Driver，但手持大型格林機炮的紅色機身令其機體從一般的Shadow中鶴立雞群。

### AS格鬥大會相關人員
- 娜美（配音員：茅原實里）

娜美家鄉毀於內戰，為重建故鄉，憑家鄉撿到的廢棄RK-91參加AS格鬥大賽。由於隊中AS機師（相良宗介的舊識）在賽前被暗殺，她臨時僱傭來找舊識的宗介做機師。雖然相處時間不長，但對宗介有朦朧的戀情，不過大部分時間還是以隊伍老闆的身份使喚宗介。克拉马為激怒宗介與其廝殺，在宗介面前槍殺了她。
未被發現的Whispered。擅長調整AS的戰鬥用OS，此外對於AS的修理整備技術也能無師自通，儘管依然需要專業整備士的協助，但是其能力被相良宗介認為“沒有長時間的培訓是無法達到的程度”。死後其靈魂與千鳥要共振，向千鳥告知宗介在東南亞的行動，表明心意（“果然還是無法替代你”）并勸其“好好地包容他”後消失。宗介與要的女兒夏美名字的來源。
尽管没有提及年齡以及生日，但是既然是Whispered，想必與千鳥要和泰麗莎同日同歲。

### 其它
久壇未良（配音員：菊池志穂）
『戰鬥的Boy meets girl』開頭（等同TV第一季第一集）秘銀情報員從蘇聯地區（KGB）救出的少女。
情報員原本只要竊取情報後即可脫身離開，卻看到她在KGB組織下被打藥、自白劑以套出她腦中的黑科技知識甚至被性侵，因此起了惻隱之心，除了情報也打算帶她出逃。
後來她幸運與秘銀接收部隊會合，但情報員則不幸殉職，昏倒前問救她自己的士兵（即相良宗介）是什麼名字，並在未來給予他們（秘銀）幫助。
之後得知她是「傾聽者」，秘銀有暗中保護她的人身安全，雖未提到國籍，但她能說流利的日語以及說出「想回去日本」來看，確信是日本人。
後應用身為傾聽者的才能協助開發和製作ARX-8烈焰魔劍，此舉在對宗介表達感謝、報恩的同時，對秘銀來說亦是極大的貢獻。
若菜 陽子（配音員：平松晶子）
泉川署交通科女警，自稱：凶惡犯罪科特命武裝刑事，故事出場女性中最恐怖的人物。
平時總是一副無精打采的樣子，但當遇到案件和戰鬥的時候性格就會變得相當衝動，多次在校園篇作品中做出瘋狂的行為，但是以警察而言個人能力甚高。
擁有能讓警車用單側車輪行駛的駕駛技術，而且戰鬥方面也有很高的造詣，可以在僅配備電槍、電棒和鎮暴槍而沒有任何護具的情況下和宗介駕駛的超小型AS「Bon太君（原型機）」戰鬥而不落下風。
在「難以自豪的三冠王」的刊後語中，提到了此人物確實有真實人物模範的存在。（平松晶子於《逮捕令》飾演小早川美幸，若菜陽子是致敬辻本夏實的女警。）

## 世界觀
基本上是按照從20世紀末起到21世紀初期的現實世界為藍本發展出來的半架空世界，但是冷戰沒有結束，蘇聯沒有解體，而中國以長江為界分成資本共產南北兩國，德國已於90年代統一（見《燃燒的One man force》），並且因為可控核融合技術的存在，其科技程度略為超過真實世界。
主要的差別如下：
北朝鮮的經濟狀況和現實世界大大不同。在現實的90年代末期，北朝鮮正遭受到大規模的饑荒，但是故事中的北朝鮮正值豐收之時，同時正惡化的經濟已经看到恢復的迹象。
中國受到自八年前的政變進而爆發的內戰（書中稱為「中華南北戰爭」）所影響，被分割為南北两块。以長江為界，北面是屬於親蘇聯的人民解放委員會（北中國—北京政府，自八年前內戰後於北京成立之共產陣營，可以說是中華人民共和國的法定繼承國），南面則為屬於親西方的中華民主聯合（南中國—廣州政府）。香港在回歸中國後分別歸屬二個政權掌控，香港北面的九龍半島和新界成为南中国的領土，香港島則成為北中國的飞地，同時协定在香港禁止进行戰鬥行為。（從《舞動的Very merry Christmas》描述南沙群島政治現況可知，中華民國政府已經遷移至台灣，並非作品當中的南中國民主陣營）
海灣戰爭的爆發牵扯出分離獨立問題及加劇巴勒斯坦問題，並且导致第6次中東戰爭爆發。隨後在科威特北部使用了核武器，造成幾萬人死亡（科威特事件）。因此以色列和阿拉伯諸國的關係恶化，更使得第6次中東戰爭情势複雜化。
科威特事件的半年以後，戈巴契夫被暗殺，改革以失敗告終。蘇聯政策持續右傾，並且再次向阿富汗派兵。在蘇聯的影響下，塔利班政權沒能在阿富汗建立。
喬治·赫伯特·沃克·布希（George Herbert Walker Bush，老布希）死於炸彈恐怖行動。（另外原作中還出現“老布希的兒子死於炸彈恐怖行動”的字句，但是並未指明是老布希的哪位兒子）。
B-2不存在。以B-1搭載ECS（電磁迷彩系統）代替。
因為Arm Slave（強襲機兵）的出現，陸戰的主力兵器由坦克改變為Arm Slave。
以位于東京都調布市仙川的都立神代高中为原形的都立陣代高中成為小說主要的舞臺。现实中离都立神代高校最近的車站是仙川，但以泉川代替。但是市內的機場以及市內的地名还有實際存在的京王線沿線車站均保留原名被故事使用。
《永不停息的On my own》之後八個月（同時間點米斯里魯及汞合金人員分別抵達蘇聯，發生“揚斯克11”事件，具體見《迫近的Nick of Time》），世界形勢發生巨大變化，美蘇兩個超級大國處於核戰爭的邊緣，同時世界發生大規模的能源危機、糧食危機、金融危機。蘇聯國內的某個極右派領導人反復進行挑釁性發言，並得到軍部的極大支持。

## 用語列表

### 組織

#### 米斯里魯
主角所效力的組織，擁有領先世界科技十年的技術，超越國家及種族的秘密組織。世界最強武裝集團，類似世界警察般的存在，以防止第三次世界大戰爆發為目的而介入紛爭地區進行秘密軍事行動及在全球打擊恐怖主義。
組織的名字來自英国作家托爾金的小說《魔戒》中假想的金屬秘銀。托爾金描述其為「輕如羽毛，堅如龍鱗」，許多人猜測托爾金可能是以鈦為藍本創作出這樣的物質。
組織分成三大部份：主力研究新武器及科技的「研究部」、負責收集及分析情報的「情報部」及實際執行作戰的「作戰部」。而「作戰部」手下有四大戰隊負責進行各種作戰：分別是「南大西洋戰隊」、「地中海戰隊」、「印度洋戰隊」及「西太平洋戰隊」，另外亦有負責訓練人員的訓練營區。
在《永不停息的On My Own》中，米斯里魯遭到阿瑪爾干的大規模攻擊而陷於毀滅狀態。

#### 阿瑪爾干
和米斯里魯敵對的組織，同樣擁有領先世界的技術，甚至超越米斯里魯的技術水準。主要行動是研究開發及生產新型武器，並暗中投入各地區作實戰測試。
阿瑪爾干是「汞合金」，是和水銀融合的金屬。
阿瑪爾干于1948年成立，最初由对未来的世界局势抱有深刻忧虑的五个人组成。之后由于成员的复杂化而最终丑陋地臃肿化，变成了只以自我保护为目的的组织。
組織以網絡方式存在，低層成員並不清楚組織全貌，在各國中皆有組織成員或受控制的人，而主要組織成員皆以元素表上的金屬名稱作為代號，其中網絡的管理人為「Mr.Hg」（真實身份為米斯里魯創立者之一馬洛里勳爵）。由於組織以網絡方式存在，即使部份被破壞，亦不影響整體運作並能迅速的修補受損部份，因此米斯里魯在多次和阿瑪爾干交手後，仍然未能搞清阿瑪爾干全貌及對其做成實際打擊。
在米斯里魯多次打擊阿瑪爾干的行動後，阿瑪爾干把米斯里魯正式定為目標，並大量聚集傭兵及武器。於《永不停息的On My Own》中，向米斯里魯的據點及部隊發動總攻擊，導致米斯里魯陷入崩潰狀態。
在《迫近的Nick of Time》中，汞合金被「Mr.Ag」（雷納德·泰斯塔羅莎）以“有限地預知未來”的能力控制了大部分成員，使組織被獨裁化。

### 傾聽者與黑科技篇
黑科技（Black Technology）
是指傾聽者所擁有，但是非人類自力研發；凌駕於人類現有的科技之上的知識。
傾聽者／耳语者（Whispered）
就是指那些通過適當的刺激，就能「聽」到黑科技內容的一群人。
目前可以确认的是，在18年前的1981年12月24日（平安夜），苏联秘密研制的某台用来激发人类潜能的设备暴走，產物之一的「ι波」三分鐘內，对30公里范围的地区造成了严重污染，另一產物「τ波」影响到全世界。因而在同日晚上11点50分（设备开始暴走的准确时间）及之后3分钟内出生的孩子，有一定机会成为耳语者，所以，全部耳语者的生日是完全相同的。千鸟要的出生时间刚好是11点50分，為暴走期間內第一个出生的孩子，所以她是讲述者（Whispering）。而事后根据记录，此时间段内大约出生了350个孩子，但目前確認真正成为耳语者的，在全世界不到10人。
小筆記：一般來說，傾聽者無法領會他所「聽」到的東西的含義，但是有一種消息轉換裝置能夠把他們所「聽」到的東西轉換成他們自己的知識。如果兩位傾聽者之間過度交換訊息，會造成兩個人的思想混在一起，這種現象稱之為「共鳴」，泰莎曾對此以茶和奶沖製之奶茶比喻之。
傾訴者／讲述者（Whispering）
把黑科技有关的知识传授给其他耳语者的人。
讲述者本身也是耳语者，并且是在所有耳语者中為受到「τ波」影響最明顯的人，这人就是千鸟要。

### Arm Slave系統與配備篇
對應反饋角（Bilateral Angle）
對應操縱者的動作幅度、AS行動時的實際動作角度。由於AS的駕駛艙很小，操縱者不可能和實際情況一樣作出大幅度的動作。實際上只要操縱著做一個微小的動作，AS就會將其放大數倍後表現。通過調整對應角，可以使AS的操縱更為便捷。
ECS（電磁迷彩系統，Electromagnetic Camouflage System）
從雷達或者感應器中隱藏機體的裝置。除紅外線、電磁波等等探測方式以外，較先進的ECS甚至是能夠做到「光學迷彩」。在秘银，AS和直升機上裝備的是不僅感應器無法探測，而且肉眼也幾乎看不出的高性能ECS。啟動的時候會有臭氧味，犬型動物對此很敏感；紫外線波段無法遮蔽，很容易被鳥類發覺，烏鴉甚至會在機體上盤旋。
ECCS（反電磁迷彩探測器，Electromagnetic Camouflage Counter System）
可以探測到使用ECS的對手的探測器。但因為使用時也會暴露己方位置，因此在處於隱蔽狀態的情況下一般不會主動使用。
一般的地圖上沒有標出
不清楚是因為秘银動的手腳或者是真的不存在於地圖上。本來，地圖是軍事上的重要情報中的一部分，都是在軍隊的管理下準確製作的。依照這種場合來看，也有可能是軍隊的情報操作。
Λ式驅動儀（λ-driver）
又稱虛弦斥力場生成系統（虚弦斥力場生成システム），可以把駕駛員強烈的意念透過電力增幅、進而產生物理干涉的裝置，不僅能將之附加在攻擊上，也可以轉作一道無敵的障壁。除非對方也駕駛搭載Λ式驅動儀的機體，不然對方的攻擊完全無效。不過要達成那樣自由運用的程度似乎需要經過訓練或使用特殊藥物。
劇情中曾出現的「指槍」攻擊只是九龍惡趣味的動作，他不須有任何動作也能達成相同的目的。更進一步的運用則可以有其他的用途，其之一是可以讓機體作各種無視物理法則的運動。
Λ為λ的大寫，Λ與λ皆讀做Lambda。
SDM（自毀模式，Self-Destruction Mode）
為了防止AS落入敵人手中，AS所安裝的特殊模式，將AS蓄電器內的能量強行引爆來摧毀AS本機，換言之就是AS的自爆裝置。
可依照操作者口頭命令啟動，一旦啟動後便無法解除。將AS炸毀的爆炸力可以波及週遭環境。
霰彈炮（Shot Cannon）
Arm Slave用武器，和人類使用的霰彈槍類似。可以使用各種各樣的彈藥進行攻擊，在戰術運用彈性上大，但是與霰彈槍一樣，射程短，單發破片破壞力強，但貫穿力低。在使用上必須有足夠的技巧才能善用此類武裝。由於相良宗介在AS編隊上是處於前鋒位置，因此宗介會喜歡使用此武器進行作戰。
對戰車擲刀（Anti-tank Dagger）
Arm Slave裝備的對戰車用兵器，由於外形和短劍相似因此被這樣稱呼，但實際上是做成短刀形狀的炸彈，使用上也比較接近手裡劍的投擲用法而非當作格鬥兵裝使用。命中對方時會切開裝甲並向其內部放出高熱瓦斯引燃或引爆炸藥。通稱「ATD」，劇中有M1108對戰車投擲用小刀。
單分子短刀（Monomolecular Cutter）
Arm Slave用的接近戰武器。刃部是細細的鋸齒，厚重的裝甲也能像切割紙板一樣輕易割開。通常只有AS手持的短刀大小，可也有毛用來切開客機、取出炸彈時使用的長劍型。
帶反應裝甲盾
Arm Slave「M6A2」裝備的盾牌，在炮彈命中時會引爆其表面的炸藥來減輕衝擊力。
熱力錘（Heat Hammer）
頭部有成型炸藥的錘型武器。AS用接近戰武器，造價低廉卻擁有可以一擊破壞坦克的威力。
使用方法為直接對敵機進行敲擊，在擊中物體時錘頭會引爆來造成殺傷，因為是直接擊打的，使用方法便利。

### 對話篇
肯定的（Affirmative）
對被陳述的事實表示極度的認同。確實而迅速的對闡述的情況表示肯定，是軍中常用的用語……可是目前只有宗介在用。
是，長官（Aye, ma'am）
用於對女性長官表示「命令瞭解」的話語。通常軍艦的艦長是男性（回應男性長官則為Aye,Sir!），但在泰莎擔任艦長的Tuatha De Danann上用的是這個。
是死是恥，自選其一
選擇名譽戰死或者蒙羞活著。是對敵人進行最後勸告的一種說法。宗介用槍頂著意圖阻止球技大會的東海林未亞時如是說。
已經上膛了
可以在任何時候開槍的意思。只要扣下扳機就可以開槍，在戰鬥中的確是方便，可同時也是危險的。宗介用這句話來警告此時槍所擁有的危險性，但對於外行也是白搭。
給遺屬的信我會寫的
軍隊（尤其是美軍）中，為了戰死的士兵，上司會給他的家屬寫信。起祈求他的冥福、描繪作戰中他的英勇和功績、安慰家屬的作用。
給我120秒
為了保證軍隊的作戰行動流暢，需要預測自己的行動時間並進行彙報。上司和同伴會以此作為行動的判斷依據，相當重要。
是否需要鋪設超芳香族聚酰胺纖維和陶瓷板
製造防彈衣之類時使用的材料。對宗介而言，畫畫用的油布也必須弄成戰鬥中能夠應用的東西。
指揮室是無關人員不准進入的地點
這句話是卡力林提醒毛「只有高官和工作人員才能進入的指揮室，你不能跟來」。在Tuatha De Danann上，為了保證作戰行動的順暢、防止不必要的情報泄漏，區域都是根據官階和工作內容劃分的。
毛大姐的海軍陸戰隊式訓斥手冊（新兵訓練篇）
現實中，為了培養新兵的競爭心以及對精神的鍛煉，教官會用不堪入耳的言詞大聲訓斥新兵。收錄了其中的不少言詞的、毛大姐的手冊。教官並非對新兵抱有敵意，而是為了將他們訓練成合格的士兵而不得不大聲斥責。對處於極限訓練環境狀態的新兵，這種訓斥會激起鬥志。
壓制（Clear）
所在地點的敵人以及有害物完全排除的意思。主要是針對在房間或者建築物內的戰鬥，表示已經消滅敵人、我方取得主導權的話語。
Sarge !
中士（军曹），也就是宗介。飛向Tuatha de Dannan的飛機上，駕駛員是這樣稱呼宗介的。中士的英語是Sergeant，Sarge是不失禮貌的一種略稱。
巡邏中
於解決九龍劫艦事件，Tuatha de Dannan回到母港美麗達島後，泰莎逐一為船員點名。當點到在事件中殉職的馬卡蘭和梁小平時，馬德加斯均以「巡邏中」回應。出處為美國海軍傳統，認為損失的潛艇及其船員仍在「巡邏中」。

### 行動篇
在牆壁上打開突破口
為了從對方無法預測的地方突入，特意在某點開洞的意思。避免從窗口、正門等等可能會遭到反擊的地方進入，以對方無法預測的行動給予心裏打擊。因為誤會恭子被綁架，而在荒羽場神社牆壁上開洞的宗介，被小要反擊——好好修理了一頓。
拔出手槍，放到佈滿灰塵的地上
向對方表示武裝解除（投降）的動作，經常在電視劇或者電影中出現的鏡頭之一。但是，真槍在這種狀況下有走火的可能。宗介常用的Glock 19因為有特殊的保險裝置，所以基本沒什麽危險性。
拆分、整備槍
槍經常需要拆開上油擦拭，所以大多可以通過簡單的工具（甚至不用工具）拆解。整備可以減少槍的誤作動，保證在緊急情況下也能正常使用。對宗介而言，將身邊的火器一齊分解整備就和年末大掃除一樣。
反沖彈簧找不到了
槍的重要部件，找不到不是鬧著玩的。作為一個能閉著眼睛完成槍的拆分整備的專家，宗介會把這東西弄丟，是他內心極度混亂的表現。
三連射
在實戰中發現，一般正規子彈（5.56×45mm NATO步槍彈及9×19mm手槍彈）時常無法一槍擊倒目標，這讓目標有機會反擊。所以要多開幾槍。在實驗中發現，開三槍後，槍管偏移量會過大，以至於無法命中目標。所以許多槍（EX：M16A2）會設定扣一次板機可一次連續擊發三顆子彈。
僅瞄準方位發射（BOL）
僅輸入方位資料發射導彈的方式。魚叉反艦導彈發射方式的一種，發射後導彈會自動飛向瞄準的方向。雖然可以即刻發射，同時也有命中率低下、誤射等等缺點。Bearing Only Launch的縮寫。九龍為了懲罰泰莎而發射反艦導彈，因為怕麻煩所以選擇了這個發射方式？
反手握住Mag Lite
Mag Lite是美國產的、結實的鍍鋁手電筒。反手握住是為了增加射擊時的穩定和精確性。此方法名稱為：夏里斯（Harries）式握持法，是黑暗中的射擊技巧之ㄧ。另外還有：卓文（Chapman）式握持法、艾奧拔式等握持法。
胸部的紅色點
表示「我已經瞄準你，隨時都可以動手」的意思。使用鐳射瞄準器的時候，目標上會産生紅色的點。在電影中，經常會有被追捕的犯人額頭或者胸部有紅色點的鏡頭。因為鐳射可穿過煙霧，也可讓其他隊員得知自己槍口方向。所以在室內作戰時相當有用，固如SAS、GSG-9、海豹部隊相當喜歡用。
分配
上戰場時需要進行分配。根據戰鬥，士兵們的依據行動基本上會以數人為單位編成分隊，隨後被分配到負責開路的前衛、發出指示的指揮官、負責後方警戒和支援的後衛的任務。
優先射擊區域
攻擊複數敵人時為了防止浪費彈藥而進行目標分配，優先射擊區域就是指目標群所在的區域。理論上是需要經過精密的計算後才能劃出的，但是根據克魯茲和古延「只要適當地就行了」來看似乎也並非想象的那麽誇張。

### 潛艇篇
Tuatha de Danann
原為蘇聨秘密建造的最大型核子運輸潛艦。因預算不足和船体過大而遭棄置，後來被米斯里魯獲得。〈計劃案985〉的主体，在泰莎6年的努力後成為世界最強大的核子潛艦。米斯里魯西太平洋戰隊的主要戰力。
對潛艇而言，已經是非常寬敞的通道了
通常的潛艇中的通道沒有這麼寬，因為突出的管道，即使兩人想擦肩而過也是非常困難的。奔跑是極有難度的事情。因為Tuatha de Dannan是被設計得特別大的特殊潛艇，才能擁有這麽寬敞的通道。
超電導推進（SCD）
向海水通電、獲得推進力的方法。Tuatha de Dannan這種巨大潛艇能夠以超高速航行的方法之一。遵從弗雷明左手法則，獲得動力的同時需要消耗巨大的電力。可以通過加大流出的電量來獲得更高的航行速度。
電磁流體制禦系統（EMFC，Electro Magnetic Fluid Control）
通稱Smart Skin（スマートスキン），除了Tuatha de Dannan以外沒有任何潛艇擁有的推進方法。驅動船體表面無數的裝置，使周圍的海水向自己希望的方向流動，起到去除阻力、抵消亂流的作用。移動也幾乎不會發出任何聲音。並用此二法的Tuatha de Dannan可以同時保持靜肅性和移動速度。為此，其他各國給其冠以Toy Box這個略帶些不祥的外號。
可變螺旋槳
推進時會自動變成最適合形狀的螺旋槳。由數重形狀記憶合金構成，可以改變角度、面積等等。Tuatha de Dannan的通常推進使用。
被拳擊打的聲音
潛艇等在水中航行時會發出的聲音。主要是在快速改變航向時，周圍的海流激烈的和船體發生碰撞，造成類似被拳頭擊中發出的聲音。雖然是普通潛艇航行時必然會發出的聲音，Tuatha de Dannan卻可以做到基本無聲。
實用極限深度
保證潛艇安全潛航的最大深度。超過這個深度，潛艇就會被水壓破壞、沈入海底。設計上雖然是按照可以下潛到更深的深度來的，但為了保證安全，這就是極限。劇情中因為九龍的話，「達納」無視這個深度開始下潛。
通常排水
潛艇通常的上浮方法。雖然比靜肅排水的聲音更大，相對的可以更快上浮。泰莎命令副艦長以通常排水上浮時，是冒著被對方發現的危險進行的。
靜肅排水
使潛艇安靜地上浮，Tuatha de Dannan獨有的上浮方法。雖然會花些時間，但可以保證上浮過程中不被發現。不想在作戰中被發現時會採用這個方法上浮。
緊急排水
緊急時一下子上浮的手段，船體處於危險狀態、即將沈沒時使用。可以以極大的速度上浮，但會發出巨大的響聲、並躍出海面。泰莎用過這個方法躲避魚雷。
飛行甲板
航空母舰上為了讓飛機起飛、著陸的平坦設施。普通的潛艇因為隱匿性的緣故幾乎在執勤時間不會浮上水面，因此搭載飛機進行任務此種作法根本不具實用性，也不會有飛行器起飛、著陸等情況，無須裝備飛行甲板。據此可以看出Tuatha de Dannan是為了特殊需求而製造出的潛艦。
飛行甲板上裝著的金屬部件
指彈射器。航空母艦上也有相同的、利用蒸汽壓力推動戰鬥機加速的裝置。英語catapult，意思是石弓。目前新一代的美國航空母艦開始預定裝設電磁推進式彈射器。
主水櫃（MBT，Main Ballast tank）
潛艇上用來儲藏、排放海水的水箱。根據儲水、放水等行為可以控制潛艇的潛航、上浮。
電梯
這裏的電梯（或者說，升降甲板）不是載人用的，而是用於將戰鬥直升機之類的在格納庫與飛行甲板間運輸、非常大的設備。2個網球場並排大小的地板可以垂直升降。除了Tuatha de Dannan以外也只有航空母艦或是船塢登陸艦擁有。
首先，只發射一發
換言之，時間差攻擊。敵人在回避前面的魚雷時會被第二發魚雷命中。
魚雷誘餌
對抗手段。針對敵人攻擊進行欺騙的機器，counter measure。被魚雷攻擊時，如何調用這個可以看出指揮的水準。
聲納（Sonar）
接收聲音探查周圍狀況的裝置。潛艇基本上靠這個進行海中的探索。聲納員根據蒐集到的聲音可以判斷周圍的狀況和對方的行動，報告給艦長（需要有熟練的技術）。
攻擊聲納
主動式聲納；潛艇或魚雷確認目標時主動拍發的聲納；潛艇可以獲知目標的精確方位，魚雷可以根據反饋的聲音前進。具體音效參考動畫或者電影。魚雷在接收到反饋的聲波時，會立即拍發下一個聲納；也就是魚雷接近的同時發出的頻率會變快，被設為目標的一方也會知道有魚雷在逐漸接近。
ADCAP魚雷
Mk 48型魚雷（Advanced Capability，ADCAP）先進戰力型，Mk48的改進型；搭載有650磅（292.5公斤）炸藥的最新型魚雷。通常的艦船無法使用誘餌逃過其追擊，一旦被追蹤必定會被擊沈，美國海軍戲稱反制此魚雷的唯一方法就是「棄船」。USS帕薩迪納、Tuatha de Dannan都有裝備。
ELF通信
利用極長波長的電波進行通訊的方法。因為可以進行遠距離和深海的通信，所以是潛艇上的標準配備。缺點是所需器材的巨大體積和能夠傳輸的情報量不夠大。ELF，極超長波Extremely Low Frequency的縮寫。美利達島上有展開ECS的ELF通訊設施。
SSBN
戰略型核潛艇。美海軍稱蘇聯的SSBN為「Boomers」，意即「給人添麻煩的傢夥」。由於無論哪國的潛艇航線都是機密事項，海面下的衝突事故似乎也不少見。
ComSubPac
Commander Submarine Force，United States Pacific Fleet的縮寫。美國太平洋潛艇隊司令部，統合指揮散佈在太平洋的美軍潛艇，潛艇根據其指示和情報行動。遇到未知的潛艇時，會向在場的潛艇發出「調查」等等尾隨的指令。
COC
艦長交替。美軍潛艇替換人員時，艦長也是同時替換的。Tuatha de Dannan由AI「達納」制禦，沒有泰莎的許可是不能進行的。因為是特殊的潛艇，艦長只能由泰莎擔任，因此這條指令只是交替臨時艦長時才會使用。

### 武裝篇
宗介的手枪
Glock 19。奧地利格洛克公司産品，聚合材料製（不等於能逃過安檢）。全槍長174mm，高127mm，重625g（除彈夾），彈夾容量15/17/19/31/33+1，子彈9mm帕拉貝拉姆彈。因為是特裝型所以附帶紅外線雷射瞄準器（動畫中使用的是Glock 26，第四季改回Glock 19）。
每次都從校服下拔出射擊、然後被小要狂毆。
宗介的冲锋枪
UZI。以色列制烏茲衝鋒槍。全槍長640mm（槍托展開）/440mm（槍托摺疊），重3.50kg（除彈夾），彈夾容量20/25/32/40/50發，射速600發/分，使用9mm帕拉貝拉姆彈。該槍在世界各地均有使用，美國特工處也有使用。
動畫中另外出現過一種，是奧地利的斯泰爾SPP，TMP的無前握把民用版，原廠設定是沒有全自動射擊模式的，作品中的SPP是經過改造的。全槍長282mm，重1300g（除彈夾），彈夾容量15/30發，同樣使用9mm帕拉貝拉姆彈。
宗介的霰彈槍
宗介曾經使用過多種不同的霰彈槍。
伯奈利M3 Super 90，義大利製可半自動可泵動兩用戰鬥霰彈槍。全槍長1,200mm（槍托展開）/1,040mm（槍托摺疊），重3.45kg（除霰彈），彈倉容量7+1發，使用12號霰彈。可靠與多用途令伯奈利M3受到警察部隊和民間運動員喜愛。
動畫中另外出現過一種，是雷明登870，美國製泵動式霰彈槍。全槍最長是1,283mm，重3.6kg（除霰彈），彈倉容量8+1發，同樣使用12號霰彈。
最後一種是Shorty 9泵動式霰彈槍。彈倉容量4+1發，同樣使用12號霰彈，最明顯的特徵是可前後滑動的前握把。
宗介的手榴弹
M67手榴彈。目前現實世界中北約通用的標準手榴弹。
另外曾出現過已退役的M26A1破片手榴彈。為何宗介會使用這種老舊的手榴彈呢？這一點很令人在意。
毛的手槍
Heckler & Koch MK23 SOCOM半自動手槍，口徑.45吋（11.43mm），裝彈量12發。動畫版的則是Heckler & Koch P8（德國聯邦國防軍9mm版本的USP，在外形和保險的設計上稍有不同）
泰莎的手槍
SIG P232，使用9mm白朗寧彈，裝彈量7發，輕便小巧，極適合泰莎這種人使用。
另外出現過一種，是Walther TPH，.22英寸口徑的手槍，裝彈量6發，反作用力小，小型、隱藏方便。沒什麽威力。也許用其他槍時會導致泰莎摔倒，所以配備這把。
克魯茲的狙擊槍
德國Walther WA 2000半自動步槍，高精度狙擊步槍。全槍長905mm，重6.95kg，彈夾容量6發，使用7.62mm x 51北約制式步槍彈。
另外，校園篇中使用過蘇聯製VSS Vintorez自動步槍，TSR中使用Heckler & Koch G36自動步槍（從外形上推測為G36E），及在溫泉篇（漫畫版）的SVD。(Σ4，120頁)（值得注意的是，當風間從克魯茲手上拿到該支VSS Vintorez後，是一邊衝向女澡堂，一邊用手上的狙擊槍以全自動的掃射方式毀掉路上的哨戎槍的。）而原作小說中是AW Suppressed。
米斯里魯公發手槍
SIG Sauer P226半自動手槍，使用9mm帕拉貝拉姆彈的版本裝彈量，備彈15發。
動畫中可見馬卡蘭與九龍對峙時使用（但馬卡蘭自己也是死在一支P226槍口下），此外楊順吉及吳在香港進行調查時亦有使用。
.38英寸口徑五連發左輪
.38英寸口徑、可以連續發射5發子彈的左輪手槍。可能性相當多，暫時推斷是史密斯‧偉森的M386「Bodyguard AirWeight」。
FN P90軍用小型冲锋枪（個人防衛武器）
使用5.7×28mmSS190子彈，裝彈量50發，供彈口位於扳機後方。
劫機事件中，偽裝成联合国部隊的米斯里魯救援部隊曾使用。此外，似乎亦有用作AS駕駛員的自衛武器之用。
50口徑步槍
《深夜的侵入者》中提及。推斷為美國巴雷特公司製巴雷特M82反器材步槍，全槍長1,219或1,448mm，重31 lb，彈夾容量10發，使用12.7×99mm北約制式步槍彈。最大射程2000m。宗介用該槍、和榴彈砲、霰彈地雷和椿一成的奧義「心浮漸」才讓大貫善治失去戰力。
M72 LAW
《永遠的、Stand By Me》中登場。過去美軍使用的伸縮式拋棄型火箭筒，口徑66毫米，與美軍現用的對戰車兵器相比威力較差，卻有著連ARX-8駕駛艙內側的儲藏室也放得進去的輕盈小巧的優點。砲管可收縮攜帶，使用時伸長發射。
宗介使用它在雷納德的鋼鐵墮天使貫穿ARX-8無人的駕駛倉（宗介早已逃出）時抓住破綻用火箭彈擊毀鋼鐵墮天使的冷卻裝置，使之過熱停擺。
千鳥的紙扇
日本搞笑節目中相當常見的道具。一般是用來吐槽的，在此卻是配搭宗介的古怪行為（無故拔出手槍），用來狂毆宗介的最強武器。（連身為SRT的宗介也抵擋不了……）
黑色火藥
最早發明的火藥，爆發力弱且會産生大量煙，已經被無煙火藥取代。最近多用於焰火，偶爾也有用於調整子彈威力的時候。
火藥調配
改變彈殼裏火藥的成分，使其成為最適合一把槍的狀態。專家為了製作出適合自己槍的彈藥，經常會進行火藥的調和。宗介有時也會爬上房頂，在那裏試射後調配火藥。
爆裂彈
命中時會爆裂、增加傷害的子彈。命中目標時彈頭會爆開，增加對方的損傷。因為會爆裂所以無法貫穿防彈背心，但是對周圍的損傷極大。宗介想用這個來警告危險性，可外行根本聽不懂其中的意思。
HP彈（Hollow-Point bullet）
對人擁有極高殺傷力的子彈，全名為JHP（Jacketed hollow points）。通常子彈命中目標後會貫穿，HP彈會在命中後會擴大變形（擴大後如洋菇狀），增加傷害、削減戰鬥力。宗介用這個來說明（以下略）。
橡膠子彈
把鉛彈頭換成橡膠的子彈。殺傷能力接近於無，被打中還是非常痛的。一般用於鎮壓等等非殺人為目的的行動中。
橡膠彈槍
為了擊倒對方用的槍，除了火藥以外也有使用壓縮空氣或者高壓瓦斯的。發射橡膠球，命中也非常痛。和橡皮彈性質一樣。
榴彈發射器
根據場合可以發出各種炮彈的武器。通常注重的不是貫穿力，而是爆炸等等效果。暫時推斷是M79，宗介用這個發射訓練彈，把日向怔明的部下們打下來（除了鷲尾被宗介發射的榴彈爆炸導致墜下的大碎石擊中而戰敗，而宗介誤將實彈當作訓練彈發射）。動畫中使用的是德國Heckler & Koch HK69A1。
非致死性震撼彈
宗介在陣代高中常用的、會發出閃光和巨大聲響的手榴彈。即使避免被直接命中，在沒有防護措施的情況下，相當長一段時間內眼睛和耳朵都不能發揮作用。在校舍等狹小的房間內使用效果極好，給他人造成的困惑也是巨大的。
兇器
有多種含義，一般指可以殺人的武器或兵器。Lethal Weapon，Lethal：「致死的、致命的」。這裏指荒羽場神社隱藏著的核武器（當然是宗介的誤解）。也許也指身為戰爭狂、給與周圍巨大傷害的某人？
義大利制半自動霰彈槍
推定路易斯·弗蘭基（Luigi Franchi S.p.A.）有限公司製造的霰彈槍，雖然根據半自動來判斷有點困難，應該是指SPAS-12。
黏著榴霰彈
內藏小型的黏著榴彈（HESH，High Explosive Squash Head）8發的子彈。HESH通過爆炸的力量飛入裝甲內側，利用碎片在內部造成傷害。直接攻擊的破壞力不大，但可以對AS的驅動系統造成巨大的損傷（如關節部），使其陷入行動不能的狀態。
燃料空气炸弹（Fuel-Air Explosive）
命中的同時會在周圍空氣中散布容易起火的氣體，主要在室外進行廣範圍攻擊時使用。
塑膠炸藥
像粘土一樣可以捏成任何形狀的炸藥。一般用在小範圍的爆破上，比如門框。宗介用來引爆鞋箱裏發現不明物。因為不使用雷管不會爆炸，搬運輸送都很方便。
對人黏著地雷
爆出黏糊糊的物質，剝奪周圍人的行動能力。不是以殺人為目的的武器。最近的武器商不僅出售軍火，也開發這種武器。
BGM-109戰斧巡弋飛彈
裝備噴射引擎、通過長距離飛行後破壞建築物之類的目標、巡航導彈的一種。可以在各種狀態下運輸、發射。低空飛行，不易被雷達捕捉且命中精度高。某些版本有匿蹤以及多重彈頭投射的能力，能穿越防空密度不高的區域。Tuatha de Dannan為了破壞蘇聯的Whisper研究所發射過。
AGM-84魚叉反艦飛彈
可以從飛機、水面船艦、潛水艦或岸上邊防設施發射的對艦飛彈，以貼近水面朝目標飛行的方式攻擊。
TDD-1在九龍劫艦事件中曾向CG-52碉堡山號發射兩枚魚叉式飛彈，其中一枚命中。
渦輪螺旋槳飛機
利用渦輪發動機驅動螺旋槳的飛機。比活塞式的螺旋槳飛機更快，最高速度可以超過800km/h。
預警機（AWACS, Airborne Warning And Control System）
裝有超大型雷達的飛機，特徵是雷達位置明顯，收集情報的同時向其他戰鬥機傳達情報、發佈指示。別名「飛天的指令塔」。
近接防禦系統（CIWS，Close-In Weapon System）
艦船搭載的、用來擊墜接近目標的武器系統。自動操作，用格林機砲射出大量子彈形成彈幕迎擊導彈。或是可以手動操作來對付靠近的慢速目標。
SADM（Special Atomic Demolition Munition）
破壞用特殊原子地雷。重約20kg，卡車大小的核彈。威力有著落在廣島原子彈的一半。宗介把荒羽場神社的神寶誤當成SADM了。
破壞外部容器就不會引發核爆
核爆必須要給核物質施加均等的壓力。破壞外部的容器就無法施加均等的壓力，雖然會有輻射，但核彈不會爆炸。
消費品已經準備好了
彈藥之類會花費相當的費用，如果是個人的私物就不說了，在組織中的使用必須申報上級。泰莎在那次比賽中是從訓練場預定裏撥款的還是自己掏腰包，不明。
槍口的光
開槍時槍口發出的火光和煙。在黑暗中開槍會導致自己的位置暴露。
.454 Casull彈
手槍用，殺傷力極大的子彈，基於.45英寸的子彈改良。因為殺傷力過大，很少有使用。
AV-8B獵鷹式戰鬥機
擁有垂直升降功能的戰鬥機，歷四款型式，至今共有兩家生產商（BAE Systems & 波音飛機）仍有生產；今後將會被F-35閃電Ⅱ聯合攻擊戰鬥機取代。TDD-1艦載機的型式及生產商不明。
RAH-66卡曼契侦察／攻击直升机
搭配匿踪科技，预定做为武装侦查任务用的最先進攻击直升机。價格高達二億美元。在本作中配備ECS，主要是作為侦察用途。（因為配備了ECS，價格可能也降低了？）

### 用語篇
Captain
艦長、部隊長、指揮官、陸軍上尉、空軍上尉、海軍上校的通稱。為了防止不必要的麻煩，秘银的陸戰隊稱泰莎「上校（Colonel）」。
醫療兵
在軍隊等組織擔任治療工作的人員，分為負責簡單急救、有專業治療領域的等等多種。處理精神受到創傷的士兵也是工作的一部分。「叫救護車、醫生」在軍隊裏就變成「找醫療兵」。
指導員（Drill Instructor）
在軍隊指導部下的人物。為了部下好，會竭盡一切所能痛罵他，然而一般情況下是溫和的人。知道這點的宗介把小暮老師的挑釁當成演技了。
從軍牧師
和軍隊一起奔赴戰場的牧師，負責聽取士兵們的懺悔、等等。但是Tuatha de Dannan的人員是多種民族的集合，分別自己祈禱，不需要從軍牧師。
SRT（特別對應班）
秘銀西太平洋戰隊的陸戰部隊的二個分類之一。
SRT是相良宗介、梅莉莎、克魯茲、庫魯佐所屬的精銳部隊。他們負責PRT所不能擔當的作戰項目。人數極少。
PRT（初級對應班）
秘銀西太平洋戰隊的陸戰部隊的二個分類之一。
PRT負責平日大部分的作戰。雖然比不上SRT的成員，PRT部隊也都是實戰經驗豐富、擁有高等技能的傭兵。
PRT分6個戰鬥組。專門水陸兩用戰的、專門室內突擊的、專門搞信息戰和情報戰的和專門負責駕駛AS的。
美軍的MRE軍糧
MRE為Meal Ready to Eat的縮寫。意為即食餐，打開即可食用，有加熱味道會更好。一份即可提供一餐所需要的熱量以及必須的營養素。
戰鬥時攜帶的乾糧一種。美軍的裏面還有食用時使用的紙碟。但是為了乾燥、保存而往裏面添加了不少化學品，小要表示有「一股乙烯味」。
因為味道不怎麼樣，還有Meal Rejected by Ethiopians（連衣索比亞人都拒吃的餐點）之渾名。不過，僅是士兵間的戲言而已。
Briefing（任務簡報）
作戰行動前指揮官向部下們傳達資訊的集合，現場的作戰會議。當然，指示傳達已經確定的作戰方案、進行詳細的解說，和以提意見為主的會議Meeting不同。
多方面支援
社會、物理、金錢、精神等等，從各方面進行支援。這不是普通的魔法師會說的話。
發射指令序列
導彈等進行發射前的一連串手續，包括對準目標、何時、如何發射等等都是有標準的手續的。遵從這個就可以避免失誤。順便，發射後為了不被敵人發現，必須儘快轉移。
路徑點（Way Point）
作戰施行時通過的點都是明確定下的，是根據路線前進的路標。為了執行預定的作戰計劃而必須經過這些點，其過程經常會變成和時間的賽跑。
著陸地點（LZ，Landing Zone）
事前決定的著陸場所。因為地形的崎嶇、或配合作戰內容，不能隨意地降落。
入隊協議書
非徵兵制、也就是自願加入部隊的場合，需要在之前先簽訂協議書。簽完名以後就不能對在戰鬥中死亡被抛棄有怨言。但是，有卡力林、毛這樣的上司在，完全可以安心投入戰鬥。
非持久戰
缺乏時間、人員、裝備的作戰，要求極高的效率。順安事件中敵人和人質的數目巨大，卡裏甯所在的秘银排出高效率的作戰，快速擊破敵人。
Safe House
據點。不僅能進行補給、休息，必要時還可以迎擊敵人。秘银在小要的家附近安排據點，並讓宗介入住監視。長篇第2卷中帶著恐怖分子的泰莎也逃到那裏去了。
雷達桅杆的前端
裝載雷達的柱子的頂端。因為在水中航行時可能折斷，可以像潛望鏡一樣收放。
HMS（Her Majesty's Ship）
直譯：女王陛下的船，指英國海軍所屬的船。馬度卡斯是原英國潛艇的艦長。
USS（United States Ship）
美利堅合衆國海軍軍艦，美國海軍所屬的船。帕薩迪納（SSN-752）是現實中也存在的潛艇。當然，艦長決不是吉利中校那樣的怪人。
FIR（Flight Information Region）
管理飛機的飛行範圍、預定，以及其他等等的區域。飛機既不可以進入未經允許的區域，也不可以離開FIR。小要乘坐的飛機因為離開FIR而在地面指揮處造成騷亂。
VR
飛機為了飛行，開始擡起機頭時的速度。沉重的機體如果不達到這個速度無法獲得上升時需要的力。
MBT（Main Battle Tank）
主战坦克，第三部動畫TSR，第一話中，AI「R」的警告，隨後即以λ-driver抵消三台主力戰車的攻擊。

### 事件導讀篇
在故事中出現的各事件。
順安事件
指《當戰鬥的男孩對上女孩》（或譯《戰鬥的Boy Meet Girl》）中發生的事件。以九龍為首的恐怖份子劫持日本內陸客機至北韓順安空軍基地，最後由「秘银」進行救援作戰救出所有人質。
有明事件
《失控的One Night Stand》中發生的事件。恐怖組織「A21」企圖以巨型AS「Behemoth」對東京進行破壞，最後由宗介和「強弩兵」成功阻止事件。
培利歐群島事件
《動盪的Into The Blue》中，故事前半部發生的事件。以九龍為首的恐怖份子，佔領培利歐群島上的化武儲存設施，事件最後由「秘银」出手解決，俘虜九龍。
九龍劫艦事件
《動盪的Into The Blue》中，故事後半部發生的事件。九龍聯同「秘银」中的內奸，劫持「Tuatha De Danann」，事件最終被宗介和千鳥兩人阻止。
西西里島事件
《結束的Day By Day(上)》中發生的故事。毛和克魯茲為捕捉「秘银」的內奸而在西西里島進行的秘密行動，最終演變成大混戰，但達成目的結束。
香港事件
《結束的Day By Day(下)》中發生的故事。九龍為了引出宗介而在香港獨自進行的作戰計劃，最終引致「秘银」和「汞合金」正面衝突，事件以「汞合金」成員，全數被宗介打敗完結。
聖誕劫艦事件
《舞動的Very Merry Christmas》中發生的故事。「秘银」為了得到「汞合金」的情報，主動出擊佔領由「汞合金」所擁有、並載有陣代高中師生的郵輪「Pacific Chrysalis」，事件最終演變成大混戰，由「秘银」得到「汞合金」的器材結束。
美麗達島事件
《永不停息的On My Own》中發生的故事。「汞合金」對「秘银」展開總攻擊，以大量軍力攻擊西太平洋戰隊的基地「美麗達島」，導致西太平洋戰隊嚴重受創，被迫放棄基地，殘餘成員乘「Tuatha De Danann」撤退。
南桑事件
《燃燒的One Man Force》中發生的故事。宗介為了「汞合金」的情報，而到達東南亞小鎮南桑，參加地下AS格鬥。最終以宗介得到想要的情報，並身負重傷的情況下結束。

## 出版書籍

### 小說
- 軍事篇（長篇）

※長篇小說的標題由「日文形容词+3個英語單詞」構成，所以有時取用英語單詞的首字母作為各長篇小說標題的簡稱（比如「戰鬥的Boy meets girl」簡稱為「BMG」等）。
| 出版 順序 | 日文標題 | 中文標題                   | 富士見書房     | 富士見書房         | 台灣角川       | 台灣角川           |
| 出版 順序 | 日文標題 | 中文標題                   | 發售日期       | ISBN               | 發售日期       | ISBN               |
| --------- | -------- | -------------------------- | -------------- | ------------------ | -------------- | ------------------ |
| 1         |          | 戰鬥的Boy meets girl       | 1998年9月18日  | ISBN 9784829128398 | 2004年2月23日  | ISBN 9789867664372 |
| 3         |          | 失控的One-night stand      | 1999年3月18日  | ISBN 9784829128756 | 2004年10月20日 | ISBN 9789867427243 |
| 6         |          | 動盪的Into the blue        | 2000年2月14日  | ISBN 9784829129531 | 2006年10月4日  | ISBN 9789861741192 |
| 8         |          | 結束的Day by day（上）     | 2000年11月10日 | ISBN 9784829113073 | 2006年12月13日 | ISBN 9789861742342 |
| 9         |          | 結束的Day by day（下）     | 2001年4月20日  | ISBN 9784829113493 | 2007年5月11日  | ISBN 9789861742878 |
| 12        |          | 舞動的Very merry Christmas | 2003年3月20日  | ISBN 9784829115053 | 2007年12月22日 | ISBN 9789861745640 |
| 15        |          | 永不停息的On my own        | 2004年10月20日 | ISBN 9784829116593 | 2008年6月24日  | ISBN 9789861747323 |
| 17        |          | 燃燒的One man force        | 2006年1月20日  | ISBN 9784829117934 | 2008年12月26日 | ISBN 9789861749419 |
| 19        |          | 集結的Make my day          | 2007年3月20日  | ISBN 9784829119112 | 2009年7月28日  | ISBN 9789862371770 |
| 20        |          | 迫近的Nick of time         | 2008年2月20日  | ISBN 9784829132661 | 2010年2月11日  | ISBN 9789862374702 |
| 21        |          | 永远的、Stand By Me（上）  | 2010年7月17日  | ISBN 9784829134108 | 2011年2月1日   | ISBN 9789862870174 |
| 22        |          | 永远的、Stand By Me（下）  | 2010年8月20日  | ISBN 9784829135532 | 2011年3月31日  | ISBN 9789862870747 |

- 校園篇（短篇）

※短篇小說的標題包含小寫中文數字，代表本作短篇小說部分的卷數。
| 出版 順序 | 日文標題 | 中文標題               | 富士見書房     | 富士見書房         | 台灣角川      | 台灣角川           |
| 出版 順序 | 日文標題 | 中文標題               | 發售日期       | ISBN               | 發售日期      | ISBN               |
| --------- | -------- | ---------------------- | -------------- | ------------------ | ------------- | ------------------ |
| 2         |          | 管不住的一匹狼？       | 1998年12月17日 | ISBN 9784829128572 | 2004年8月24日 | ISBN 9789867664815 |
| 4         |          | 不經意的二出局滿壘？   | 1999年5月18日  | ISBN 9784829128879 | 2006年3月14日 | ISBN 9789867189868 |
| 5         |          | 難以自豪的三冠王？     | 1999年10月13日 | ISBN 9784829129265 | 2006年7月28日 | ISBN 9789861740812 |
| 7         |          | 無法同情的四面楚歌？   | 2000年6月14日  | ISBN 9784829129746 | 2006年11月4日 | ISBN 9789861741826 |
| 10        |          | 無能為力如墜五里霧中？ | 2001年10月19日 | ISBN 9784829113899 | 2007年7月20日 | ISBN 9789861743905 |
| 11        |          | 靠不住的六法全書？     | 2002年6月20日  | ISBN 9784829114414 | 2007年9月15日 | ISBN 9789861744780 |
| 13        |          | 坐立難安的七道具？     | 2003年7月19日  | ISBN 9784829115404 | 2008年3月14日 | ISBN 9789861746302 |
| 16        |          | 無暇煩惱的八方受敵？   | 2005年7月20日  | ISBN 9784829117408 | 2008年9月4日  | ISBN 9789861747941 |
| 23        |          | 真是危險的九死一生？   | 2011年8月20日  | ISBN 9784829136683 | 2012年6月21日 | ISBN 9789862877494 |

- Side Arms

| 出版 順序 | 日文標題 | 中文標題                         | 富士見書房    | 富士見書房         | 台灣角川      | 台灣角川           |
| 出版 順序 | 日文標題 | 中文標題                         | 發售日期      | ISBN               | 發售日期      | ISBN               |
| --------- | -------- | -------------------------------- | ------------- | ------------------ | ------------- | ------------------ |
| 14        |          | 音程之哀、射程之遠？ —Side Arms— | 2004年4月20日 | ISBN 9784829116050 | 2008年5月29日 | ISBN 9789861746951 |
| 18        |          | 極北之聲 —Side Arms 2—           | 2006年7月20日 | ISBN 9784829118429 | 2009年4月28日 | ISBN 9789862370599 |

### 漫畫

#### 驚爆危機
作畫為館尾冽，內容為小說長篇《戰鬥的Boy meets girl》、《失控的One-night stand》以及《動盪的Into the blue》。
| 集數 | 角川書店   | 角川書店           | 台灣角川       | 台灣角川               |
| 集數 | 發售日期   | ISBN               | 發售日期       | [[ISBN                 |
| ---- | ---------- | ------------------ | -------------- | ---------------------- |
| 1    | 2000年9月  | ISBN 4-04-926157-X | 2002年4月16日  | ISBN 978-986-79-9317-5 |
| 2    | 2001年4月  | ISBN 4-04-926170-7 | 2002年8月7日   | ISBN 978-986-79-9334-2 |
| 3    | 2001年12月 | ISBN 4-04-926189-8 | 2002年11月7日  | ISBN 978-986-79-9353-3 |
| 4    | 2002年4月  | ISBN 4-04-926195-2 | 2003年4月9日   | ISBN 978-986-79-9387-8 |
| 5    | 2002年11月 | ISBN 4-04-926212-6 | 2003年7月24日  | ISBN 978-986-76-6406-8 |
| 6    | 2003年6月  | ISBN 4-04-926228-2 | 2003年12月19日 | ISBN 978-986-76-6451-8 |
| 7    | 2004年2月  | ISBN 4-04-926242-8 | 2004年6月12日  | ISBN 978-986-76-6499-0 |
| 8    | 2004年9月  | ISBN 4-04-926248-7 | 2005年6月14日  | ISBN 978-986-72-9965-9 |
| 9    | 2005年7月  | ISBN 4-04-926256-8 | 2006年10月20日 | ISBN 978-986-17-4059-1 |

#### 驚爆危機Σ（Sigma）
作畫為上田宏，內容為小說軍事篇的《結束的Day by day（上）》、《結束的Day by day（下）》、《舞動的Very merry Christmas》、《永不停息的On my own》、《燃燒的One man force》、《集結的Make my day》、《迫近的Nick of time》、《永遠的、Stand By Me（上）》和《永遠的、Stand By Me（下）》，Side Arms的《音程之哀、射程之遠？ —Side Arms—》、《極北之聲 —Side Arms 2—》及部份的短篇。部分情節與及配角和原作有所差異。
| 集數 | 角川書店   | 角川書店               | 台灣角川       | 台灣角川               |
| 集數 | 發售日期   | ISBN                   | 發售日期       | ISBN                   |
| ---- | ---------- | ---------------------- | -------------- | ---------------------- |
| 1    | 2005年8月  | ISBN 4-04-712416-8     | 2006年8月28日  | ISBN 978-986-17-4138-3 |
| 2    | 2005年12月 | ISBN 4-04-712438-9     | 2006年12月9日  | ISBN 978-986-17-4216-8 |
| 3    | 2006年7月  | ISBN 4-04-712454-0     | 2007年4月12日  | ISBN 978-986-17-4244-1 |
| 4    | 2006年12月 | ISBN 4-04-712472-9     | 2007年6月5日   | ISBN 978-986-17-4349-3 |
| 5    | 2007年5月  | ISBN 978-4-04-712491-2 | 2007年10月23日 | ISBN 978-986-17-4501-5 |
| 6    | 2007年10月 | ISBN 978-4-04-712514-8 | 2008年6月28日  | ISBN 978-986-17-4705-7 |
| 7    | 2008年2月  | ISBN 978-4-04-712533-9 | 2008年11月11日 | ISBN 978-986-17-4898-6 |
| 8    | 2008年7月  | ISBN 978-4-04-712555-1 | 2009年4月30日  | ISBN 978-986-23-7082-7 |
| 9    | 2008年10月 | ISBN 978-4-04-712568-1 | 2009年8月12日  | ISBN 978-986-23-7236-4 |
| 10   | 2009年3月  | ISBN 978-4-04-712593-3 | 2009年12月30日 | ISBN 978-986-23-7415-3 |
| 11   | 2009年7月  | ISBN 978-4-04-712613-8 | 2010年3月19日  | ISBN 978-986-23-7547-1 |
| 12   | 2009年11月 | ISBN 978-4-04-712632-9 | 2010年5月21日  | ISBN 978-986-23-7667-6 |
| 13   | 2010年6月  | ISBN 978-4-04-712668-8 | 2010年10月30日 | ISBN 978-986-23-7882-3 |
| 14   | 2010年11月 | ISBN 978-4-04-712694-7 | 2011年4月29日  | ISBN 978-986-28-7143-0 |
| 15   | 2011年5月  | ISBN 978-4-04-712723-4 | 2011年9月30日  | ISBN 978-986-28-7370-0 |
| 16   | 2011年11月 | ISBN 978-4-04-712756-2 | 2012年4月26日  | ISBN 978-986-28-7676-3 |
| 17   | 2012年4月  | ISBN 978-4-04-712788-3 | 2012年10月11日 | ISBN 978-986-28-7989-4 |
| 18   | 2012年12月 | ISBN 978-4-04-712841-5 | 2013年7月11日  | ISBN 978-986-32-5463-8 |
| 19   | 2013年9月  | ISBN 978-4-04-712901-6 | 2014年3月22日  | ISBN 978-986-32-5875-9 |

## 動畫
電視動畫目前已經製作四次。

### 驚爆危機！
2002年1月於WOWOW播放。動畫內容為小說長篇《戰鬥的Boy meets girl》、《失控的One-night stand》以及《動盪的Into the blue》。總共播放24集，其中還加入部分原創劇情（如：在故鄉飛舞的風），為了與2003年以後京都動畫製作的驚爆危機系列動畫有所區別，在同好間會用「無印」來做區隔。
動畫原本預定在2001年秋季播放，但是因為911襲擊事件的發生，擔心作品中一些敏感設定會衍生額外問題因此使得本作開播的時間延後。

#### 工作人員
- 企劃：安田猛、小川洋、酒匂暢彥、鈴木經男、島村達夫、雲出幸治
- 原作：賀東招二、四季童子
- 導演：千明孝一
- 劇本統籌：志茂文彥、千明孝一、賀東招二
- 人物設計：堀內修
- 機械設計：渭原敏明、海老川兼武
- 音樂：佐橋俊彥
- 音樂製作：波麗佳音
- 音響監督：鶴岡陽太
- 音響製作：樂音舍
- 動畫制作：GONZO Digimation
- 製作：米斯里魯

#### 主題曲
片頭曲「tomorrow」
主唱、作詞、作曲：下川美娜，編曲：ab:fly、中山信彥
片尾曲（不會枯萎的花）
作詞：小林夏海，作曲、編曲：ab:fly，主唱：下川美娜
插入曲「Take me out Mariana trench」（第18話）
作詞：千明孝一，作曲、編曲：佐橋俊彥，主唱：千鳥要（雪野五月）&泰蕾莎·泰斯塔羅莎（尤加奈）

#### 各話標題
| 話數 | 日文標題 | 中文標題                       | 腳本       | 分鏡               | 演出              | 作畫監督            | 改編出處  |
| ---- | -------- | ------------------------------ | ---------- | ------------------ | ----------------- | ------------------- | --------- |
| 1    |          | 令人在意的那傢夥是個士官       | 千明孝一   | 千明孝一           | 西山明樹彦        | 堀内修              | 長篇第1卷 |
| 2    |          | 想要守護妳                     | 志茂文彦   | 京田知己           | 黑田康弘          | 神本兼利            | 長篇第1卷 |
| 3    |          | LINGERIE PANIC                 | 志茂文彦   | 西山明樹彦         | 西山明樹彦        | 竹田逸子 宇佐美浩一 | 長篇第1卷 |
| 4    |          | KID NAP                        | 大久保富彦 | 大久保富彦         | 高瀨節夫          | 青木真理子          | 長篇第1卷 |
| 5    |          | Whispered（能聽到細語的人）    | 植田浩二   | 坂田純一           | 黑田康弘          | 青木真理子          | 長篇第1卷 |
| 6    |          | STILL ALIVE                    | 植田浩二   | 小倉陳利           | 西山明樹彦        | 內田順久            | 長篇第1卷 |
| 7    |          | BOY MEETS GIRL                 | 志茂文彦   | 京田知己、千明孝一 | 深井蒼            | 市川敬三            | 長篇第1卷 |
| 8    |          | Part Time Steady               | 十川誠志   | 千明孝一           | 黑田康弘          | 神本兼利            | 短篇第1卷 |
| 9    |          | 危險的Safe House               | 植田浩二   | 岡村天齋           | 土屋浩幸          | 河村明夫            | 長篇第2卷 |
| 10   |          | Run Running Run                | 志茂文彦   | 坂田純一           | 西山明樹彦        | 寺岡巌              | 長篇第2卷 |
| 11   |          | Behemoth覺醒                   | 十川誠志   | 大久保富彦         | 西山明樹彦        | 津熊健徳 堀內修     | 長篇第2卷 |
| 12   |          | ONE NIGHT STAND                | 十川誠志   | 千明孝一           | 千明孝一          | 寺岡巖              | 長篇第2卷 |
| 13   |          | 貓與小貓的R&R（ROCK AND ROLL） | 千明孝一   | 小倉陳利           | 西山明樹彦        | 神本兼利 酒井和男   | 短篇第3卷 |
| 14   |          | 習志野在燃燒著嗎？             | 十川誠志   | 京田知己           | 浦田保則          | 細越裕治            | 原創      |
| 15   |          | 在故鄉飛舞的風‧前篇            | 植田浩二   | 小倉陳利           | 高瀨節夫          | 青木真理子          | 原創      |
| 16   |          | 在故鄉飛舞的風‧中篇            | 志茂文彦   | 坂田純一           | 土屋浩幸          | 河村明夫            | 原創      |
| 17   |          | 在故鄉飛舞的風‧後篇            | 十川誠志   | 岡村天齋           | 松尾慎            | 佐竹義一            | 原創      |
| 18   |          | 深海派對                       | 大久保富彦 | 岡村天齋           | 神戶洋行          | 金崎貴臣            | 長篇第3卷 |
| 19   |          | ENGAGE SIX SEVEN               | 木村英文   | 小野學             | 西山明樹彦        | 寺岡巖              | 短篇第4卷 |
| 20   |          | Venom之火                      | 植田浩二   | 佐藤英一           | 鈴木薫            | 金紀杜              | 長篇第3卷 |
| 21   |          | DEEP TRAP                      | 志茂文彦   | 鈴木吉男           | 黑田康弘          | 青木真理子          | 長篇第3卷 |
| 22   |          | JACK IN THE BOX                | 十川誠志   | 關野昌弘           | 西山明樹彦        | 神本兼利 金崎貴臣   | 長篇第3卷 |
| 23   |          | 巨人的領域                     | 千明孝一   | 小倉陳利           | 浦田保則          | 寺岡巌              | 長篇第3卷 |
| 24   |          | INTO THE BLUE                  | 志茂文彦   | 千明孝一           | 浦田保則 千明孝一 | 堀內修              | 長篇第3卷 |

### 驚爆危機？校園篇（ふもっふ）
2003年8月開始在富士電視台播出。骨幹是將短篇小說動畫化，因此嚴肅的戲份減少，成為校園喜劇作品。由於其搞笑和惡搞情節出色，跳脫熱血激戰的框架，吸引不少軍事迷或機械人迷以外的收視群，成為另一種接觸本系列作的入口。制作公司由原本的GONZO Digimation改為京都動畫。

#### 工作人員
- 企劃：安田猛、小川洋、鈴木經男、酒匂暢彥、福井政文
- 原作：賀東招二、四季童子
- 導演：武本康弘
- 劇本統籌：志茂文彥、賀東招二
- 人物設計：堀內修
- 音樂：佐橋俊彥
- 音樂製作：PONY CANYON
- 音響監督：鶴岡陽太
- 音響製作：樂音舍
- 動畫製作：京都動畫

#### 主題曲
片頭曲（那就是、愛對吧）
主唱、作詞：下川美娜，作曲、編曲：Sin
片尾曲（吹向你的風）
主唱、作詞：下川美娜，作曲、編曲：Sin

#### 各話標題
| 話數   | 話數 | 日文標題 | 中文標題             | 腳本     | 分鏡                | 演出       | 作畫監督                  | 改編出處  |
| ------ | ---- | -------- | -------------------- | -------- | ------------------- | ---------- | ------------------------- | --------- |
| 第1話  | 1-A  |          | 南方來的男人         | 賀東招二 | 武本康弘            | 北之原孝將 | 米田光良                  | 短篇第1卷 |
| 第2話  | 1-B  |          | 無須妥協的人質危機   | 賀東招二 | 武本康弘            | 北之原孝將 | 米田光良                  | 短篇第2巻 |
| 第3話  | 2-A  |          | 擦身而過的敵意       | 志茂文彥 | 山本寬              | 山本寬     | 池田和美                  | 短篇第3卷 |
| 第4話  | 2-B  |          | 白忙一場的午餐時間   | 志茂文彥 | 山本寬              | 山本寬     | 池田和美                  | 短篇第2卷 |
| 第5話  | 3    |          | 鋼鐵的夏日幻影       | 志茂文彥 | 三好一郎            | 三好一郎   | 多田文男 門脇聰（作監補） | 短篇第1卷 |
| 第6話  | 4-A  |          | 藝術的漢堡高地       | 賀東招二 | 大久保富彥          | 大久保富彥 | 小野修次                  | 短篇第1卷 |
| 第7話  | 4-B  |          | 單方面的監視         | 賀東招二 | 大久保富彥          | 大久保富彥 | 小野修次                  | 短篇第2卷 |
| 第8話  | 5-A  |          | 單純又不純潔的格鬥家 | 武本康弘 |                     | 荒川真嗣   | 石川健介 米田光良         | 短篇第5卷 |
| 第9話  | 5-B  |          | 善意的罪過           | 武本康弘 |                     | 荒川真嗣   | 石川健介 米田光良         | 短篇第5卷 |
| 第10話 | 6-A  |          | 強迫推銷的戀物狂     | 志茂文彥 | 北之原孝將          | 北之原孝將 | 米田光良                  | 短篇第3卷 |
| 第11話 | 6-B  |          | 黑暗世界的病人       | 志茂文彥 | 北之原孝將          | 北之原孝將 | 米田光良                  | 短篇第3卷 |
| 第12話 | 7    |          | 過火的戰嚎           | 志茂文彥 | 三好一郎            | 三好一郎   | 多田文男 門脇聰（作監補） | 短篇第2卷 |
| 第13話 | 8    |          | 女神訪日（受難篇）   | 賀東招二 | 石原立也            | 石原立也   | 池田晶子                  | 短篇第6卷 |
| 第14話 | 9    |          | 女神訪日（溫泉篇）   | 賀東招二 | 武本康弘            | 山本寬     | 池田和美                  | Side Arms |
| 第15話 | 10   |          | 不仁不義的幻想       | 志茂文彥 | 渡邊純央            | 渡邊純央   | 高田晃 中武學             | 短篇第5卷 |
| 第16話 | 11   |          | 不如意的青鳥         | 志茂文彥 | 大久保富彥 坂田純一 | 大久保富彥 | 小野修次 中武學           | 短篇第6卷 |
| 第17話 | 12   |          | 第五堂課的危險區域   | 賀東招二 | 武本康弘            | 武本康弘   | 米田光良                  | 短篇第6卷 |

註：第2話及第3話收錄於DVD版本，第2話為1-B，第3話為2-A

### 驚爆危機！The Second Raid
2005年7月13日於WOWOW首播，全13話。其中第5話至第13話改編自小說長篇中的《結束的Day by day（上）》和《結束的Day by day（下）》。第1話至第4話為動畫原創劇情。
※動畫裡，將原本是兄弟的“飛鴻”與“飛鷲”改成姐妹的“玉蘭”與“玉芳”。

#### 工作人員
- 導演：武本康弘
- 劇本統籌：賀東招二
- 角色設計、總作畫監督：堀內修
- 機械設定：海老川兼武、渭原敏明
- 音樂：佐橋俊彥
- 音樂製作：Pony Canyon Inc.
- 動畫製作：京都動畫

#### 主題曲
片頭曲「南風」
作詞、作曲：淺田信一，編曲：西川進，主唱：下川美娜
片尾曲（想再一次見到你）
作詞：下川美娜，作曲：Gajin，編曲：梶浦由記，主唱：下川美娜

#### 各話標題
| 話數    | 日文標題 | 中文標題       | 腳本     | 分鏡       | 演出       | 作畫監督                  | 改編出處     |
| ------- | -------- | -------------- | -------- | ---------- | ---------- | ------------------------- | ------------ |
| Scene1  |          | 結束的日子     | 賀東招二 | 武本康弘   | 武本康弘   | 堀内修                    | 原創         |
| Scene2  |          | 水面下的情景   | 武本康弘 | 山本寬     | 山本寬     | 池田和美                  | 原創         |
| Scene3  |          | 迷宮與龍       | 賀東招二 | 北之原孝將 | 北之原孝將 | 米田光良                  | 原創         |
| Scene4  |          | Daylight       | 賀東招二 | 三好一郎   | 三好一郎   | 門脇聰                    | 原創         |
| Scene5  |          | 美麗的西西里島 | 志茂文彥 | 武本康弘   | 武本康弘   | 池田晶子                  | 長篇第4、5巻 |
| Scene6  |          | Edge of Heaven | 山本寬   | 山本寬     | 山本寬     | 池田和美                  | 長篇第4、5巻 |
| Scene7  |          | 被留下的人     | 武本康弘 | 吉岡忍     | 吉岡忍     | 米田光良                  | 長篇第4、5巻 |
| Scene8  |          | Jungle Groove  | 賀東招二 | 三好一郎   | 石立太一   | 門脇聰                    | 長篇第4、5巻 |
| Scene9  |          | 她的問題       | 志茂文彥 | 北之原孝將 | 北之原孝將 | 池田晶子                  | 長篇第4、5巻 |
| Scene10 |          | 兩個香港       | 山本寬   | 吉岡忍     | 吉岡忍     | 池田和美                  | 長篇第4、5巻 |
| Scene11 |          | 他的問題       | 武本康弘 | 山本寬     | 山本寬     | 米田光良                  | 長篇第4、5巻 |
| Scene12 |          | 燃燒的香港     | 志茂文彥 | 三好一郎   | 三好一郎   | 門脇聰                    | 長篇第4、5巻 |
| Scene13 |          | 繼續的每天     | 賀東招二 | 武本康弘   | 武本康弘   | 堀内修 北之原孝將（機械） | 長篇第4、5巻 |

### 驚爆危機！The Second Raid OVA
2006年5月26日發售的OVA。「戰隊長悠閒的一天」（わりとヒマな戦隊長の一日）
以泰莎為主角，以插叙之方式重整泰莎在悠閒的一天的遭遇，其中亦以喜劇手法披露了部份角色鮮為人知的一面。改編自原作的短篇第5卷。

### 驚爆危機！Invisible Victory
在由富士見Fantasia文庫舉辦的2015年大感謝祭宣布決定製作第四季新篇動畫，及後2016年10月公佈進一步第四季新篇動畫消息，預定2017年秋季首播（之後官方宣布延迟至2018年春季）。至2018年4月13日起AT-X電視台首播。由作者賀東招二擔任全話腳本及劇本統籌、堀内修為角色設定及作畫總監督、動畫製作從京都動畫改由XEBEC製作。

#### 故事簡介
打倒了敵人“汞合金”的九龍、蓋茨等強敵，恢復了以往和平日常的“陣代高中”。: 但這樣的日子並未延續多久……持續失態的“汞合金”開始正式向相良宗介等人發動襲擊。世界各地的“米斯里魯”基地遭遇強襲！泰莎率領的Tuatha de Danaan所容身的“美利達島”也遭到大量導彈、Arm Slave的攻擊。
另一方面，魔手也正在逼近日本的相良宗介與千鳥要……

#### 工作人員
- 原作、劇本統籌、劇本：賀東招二
- 原作插圖：四季童子
- 導演：中山勝一
- 人物設定、總作畫監督：堀内修
- 配角設定、作畫監督：山本彩
- 銃器設定、作畫監督：吉岡毅
- 機械設定：海老原兼武、渭原敏明
- 布景設定：柳瀨敬之
- 機械指導：西井正典
- 道具設定、機械作畫監督：松村拓哉
- 機械作畫監督：加藤優
- CG指導：上地正祐
- 色彩設計：北林千明
- 特殊効果：
- 動畫製作：XEBEC

#### 主題曲
片頭曲
「Even...if」（第2話—第3話）
「Even...if（English Ver.）」（第5話—第7話、第9話—第12話）
作詞、作曲、主唱：山田珠露，編曲：山下洋介
片尾曲
「yes」（第2話—第4話）
「yes（English Ver.）」（第6話—第7話、第9話—第11話）
作詞、作曲、主唱：山田珠露，編曲：山本陽介
「Remained dream」（第8話）
作詞：畑亞貴，作曲、編曲：菊田大介，主唱：茅原實里
插曲
「Hopeful“SOUL”」（第8話）
作詞：畑亞貴，作曲、編曲：菊田大介，主唱：茅原實里
（第12話）
作詞：小林夏海，作曲、編曲：ab:fly，主唱：下川美娜
「tomorrow」（第12話）
作詞、作曲、主唱：下川美娜，編曲：ab:fly、中山信彦

#### 各話標題
| 話數   | 日文標題              | 中文標題              | 分鏡              | 演出              | 角色作畫監督                                                             | 機械作畫監督    |
| ------ | --------------------- | --------------------- | ----------------- | ----------------- | ------------------------------------------------------------------------ | --------------- |
| 第1話  |                       | Zero Hour             | 中山勝一          | 中山勝一          | 堀內修                                                                   | 加藤優          |
| 第2話  |                       | 控制損失              | 吉田英俊 中山勝一 | 阿部雅司          | 吉岡毅、中尾高之                                                         | 松村拓哉        |
| 第3話  | BIG ONE PERCENT       | BIG ONE PERCENT       | 出淵裕            | 筑紫大介          | 山本彩                                                                   | 西井正典        |
| 第4話  |                       | ON MY OWN             | 京田知己          | 大西健太          | 今西亨、前田明壽、石原滿                                                 | 松村拓哉 加藤優 |
| 第5話  | WELCOME TO THE JUNGLE | WELCOME TO THE JUNGLE | 福田道生          | 山田雅之          | 那花優統、山岡信一、糸島雅彥                                             | 加藤優          |
| 第6話  |                       | 腐敗的小憩            | 吉田英俊          | 深瀨重            | 內藤直、石原滿、山本彩                                                   | 加藤優          |
| 第7話  |                       | GIANT KILLING         | 津田尚克 西井正典 | 江副仁美          | 植田實、片桐貴悠                                                         | 西井正典        |
| 第8話  |                       | ONE MAN FORCE         | 摩砂雪 中山勝一   | 大西健太 中山勝一 | 吉岡毅、那花優統、梁博雅 田中宏紀、松村拓哉、鈴木奈都子 堀內修           | 松村拓哉 加藤優 |
| 第9話  |                       | 墮落凡塵的魔女        | 片山一良          | 青木you           | 內藤直、那花優統、山本彩 吉岡毅、堀內修                                  | 松村拓哉 加藤優 |
| 第10話 |                       | 向前、向前            | 吉田英俊          | 中原禮            | 乘田拓茂、石原滿、山根理宏 山岡信一、前田明寿、荒木裕 常盤健太郎、丹澤學 | 中原禮          |
| 第11話 |                       | STORMY NIGHT          | 出淵裕            | 筑紫大介          | 結城信輝                                                                 | 加藤優 松村拓哉 |
| 第12話 |                       | MAKE MY DAY           | 福田道生 吉田英俊 | 阿部雅司 大西健太 | 堀內修、那花優統、中村深雪 山本彩、吉岡毅、鈴木奈都子                    | 西井正典        |

## 廣播劇
改編自第六卷長篇小說《舞動的Very merry Christmas》，2016年12月23日於Lantis Youtube頻道首播，全12話。
- 主題曲：「Sacrifice for Dear」作詞：松井洋平　作曲/編曲：菊田大介（Elements Garden）歌：茅原実里

### 各話標題
| 話數 | 日文標題 | 英文標題                          | 中文標題                 |
| ---- | -------- | --------------------------------- | ------------------------ |
| 1    |          | Queen's Gambit                    | 后翼棄兵                 |
| 2    |          | Plans are uncertrain              | 預定是未定               |
| 3    |          | Welcome to the Pacific Chrysalis  | 歡迎來到「太平洋之蛹」號 |
| 4    |          | The bustle of this Christmas      | 喧囂的聖誕前夜           |
| 5    |          | Thaler on the mission             | 賽勒出擊                 |
| 6    |          | Last Action Hero                  | 最後的動作戲英雄         |
| 7    |          | The Two Captains                  | 兩位艦長                 |
| 8    |          | The prologue of the fierce battle | 激戰的序曲               |
| 9    |          | The executors                     | 執行者們                 |
| 10   |          | Hunter Killer                     | 獵人殺手                 |
| 11   |          | Sleepless Holy Night              | 不眠之聖夜               |
| 12   |          | Very Merry Christmas              |                          |

## 柏青哥、角子機
- 柏青哥：CR驚爆危機！TSR（2010年）
- 角子機：角子機 驚爆危機！TSR（2012年）
全由TAIYO ELEC（日语：タイヨーエレック）發售。

## 外部連結
- gatoh.com （页面存档备份，存于）：賀東招二的個人網頁（日語）
- 富士見書房特設網頁 （页面存档备份，存于）（日語）
- 驚爆危機（WOWWOW）- 閉鎖（日語）
- 富士電視台的《驚爆危機？校園篇》網頁- 閉鎖（日語）
- 《驚爆危機！The Second Raid》官方網頁（日語）
- 電視動畫《驚爆危機！Invisible Victory》公式官網 （页面存档备份，存于）（日語）
- 電視動畫《驚爆危機！Invisible Victory》AT-X電視台節目時間專頁 （页面存档备份，存于）（日語）
- 電視動畫《驚爆危機！Invisible Victory》巴哈姆特動畫瘋正版直播專題 （页面存档备份，存于）（繁體中文）
- 電視動畫《驚爆危機！Invisible Victory》-公式的X（前Twitter）（日語）
- 驚爆危機！特別官網 （页面存档备份，存于）（日語）